# McDonnell Douglas F-15 Eagle
Pour les articles homonymes, voir F15.
Le McDonnell Douglas F-15 Eagle (désormais Boeing) est un avion de chasse tout temps dit de supériorité aérienne, conçu par l'avionneur américain McDonnell Douglas dans les années 1970. Produit à plus de mille exemplaires, il est utilisé principalement par l'armée de l'air américaine (USAF), mais il a également été exporté vers quelques pays, dont Israël et le Japon, ce dernier l'ayant même construit sous licence. Une version spécialisée dans l'attaque au sol a également été mise au point, le F-15E Strike Eagle.

## Conception

### F-15A et BEagle
À partir du milieu des années 1960, l'US Air Force entreprit une série d'études en vue du développement d'un nouvel avion de combat, sous la désignation F-X. Alors que l'engagement des États-Unis dans la guerre du Viêt Nam allait croissant, les limites des avions en service, et en particulier le peu d'aptitude au combat rapproché du F-4 Phantom (qui ne possédait même pas de canon interne) face aux agiles Mig nord-vietnamiens, devenaient de plus en plus évidentes. Le développement d'une nouvelle génération de chasseurs soviétiques ne faisait qu'exacerber la nécessité pour l'USAF de disposer d'un nouvel appareil.
En février 1968, l'US Air Force limita officiellement le programme F-X au développement d'un avion de supériorité aérienne (par opposition à un appareil multirôle), dorénavant désigné F-15. Ce dernier devait être capable d'engager et de détruire non seulement des adversaires évoluant au-delà de la portée visuelle (BVR : Beyond Visual Range), mais aussi en combat tournoyant. L'appel d'offres officiel parut le 30 septembre 1968, exigeant, entre autres, une charge alaire faible, un rapport masse-poussée élevé, un radar capable de suivre et d'engager des cibles évoluant plus bas que l'appareil (look-down/shoot-down), un rayon d'action suffisant pour pouvoir atteindre l'Europe depuis les États-Unis, une vitesse maximale de Mach 2,5. Trois constructeurs répondirent à ce programme : Fairchild, North American et McDonnell Douglas (aujourd'hui Boeing). C'est ce dernier qui fut retenu, le 23 décembre 1969, pour développer le nouvel avion.

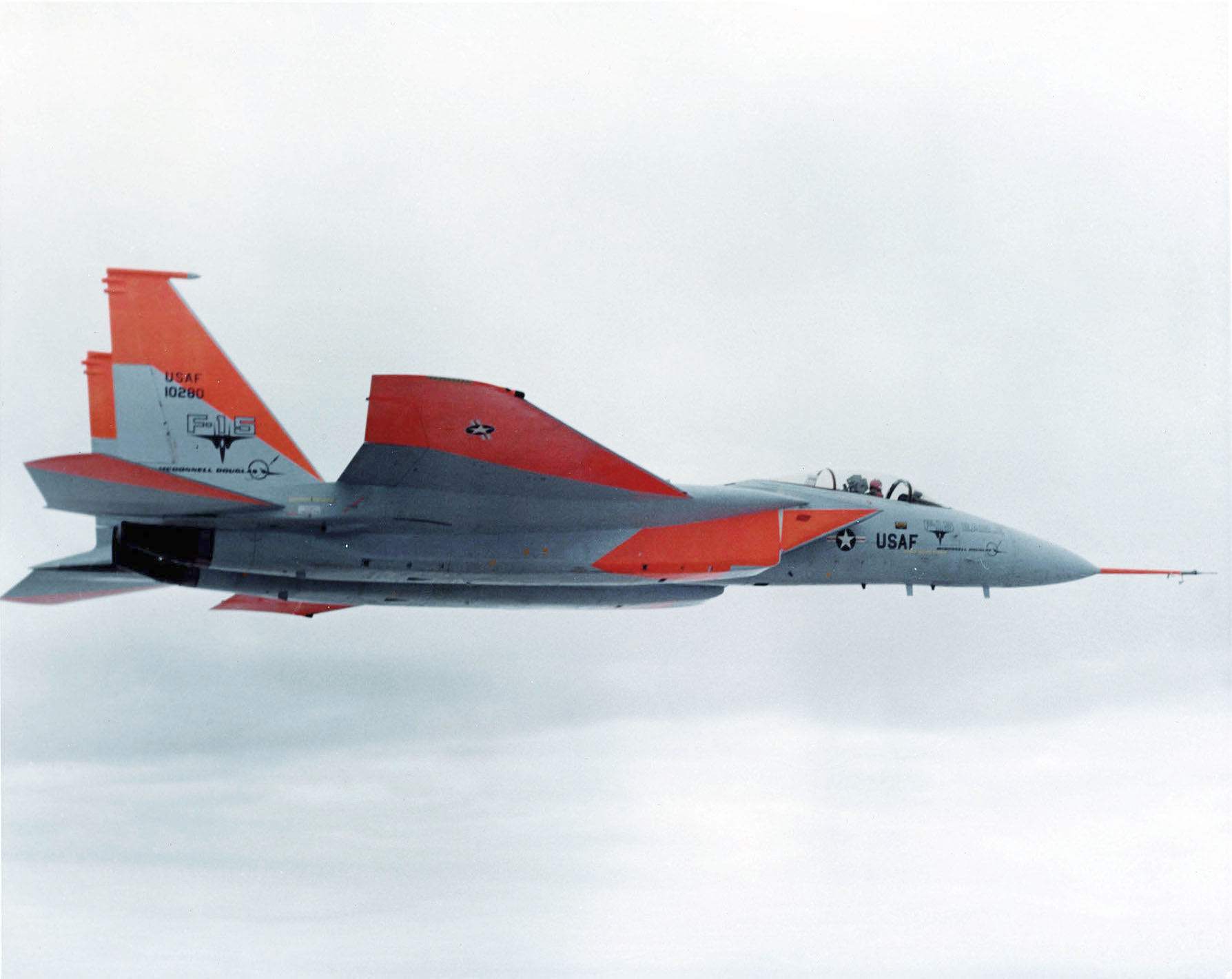
Le premier prototype YF-15A. Cet appareil était doté de bouts d'ailes rectilignes, qui seront remplacés par des saumons triangulaires sur l'appareil de série.

Le contrat initial couvrait 20 avions de développement, répartis en 18 monoplaces (désignation F-15A) et deux biplaces (désignés TF-15A, puis F-15B). Le premier prototype monoplace (numéro de série « 71-0280 ») sortit d'usine le 26 juin 1972 et fit son premier vol le 27 juillet 1972, le premier vol d'un F-15B ayant lieu le 7 juillet 1973.

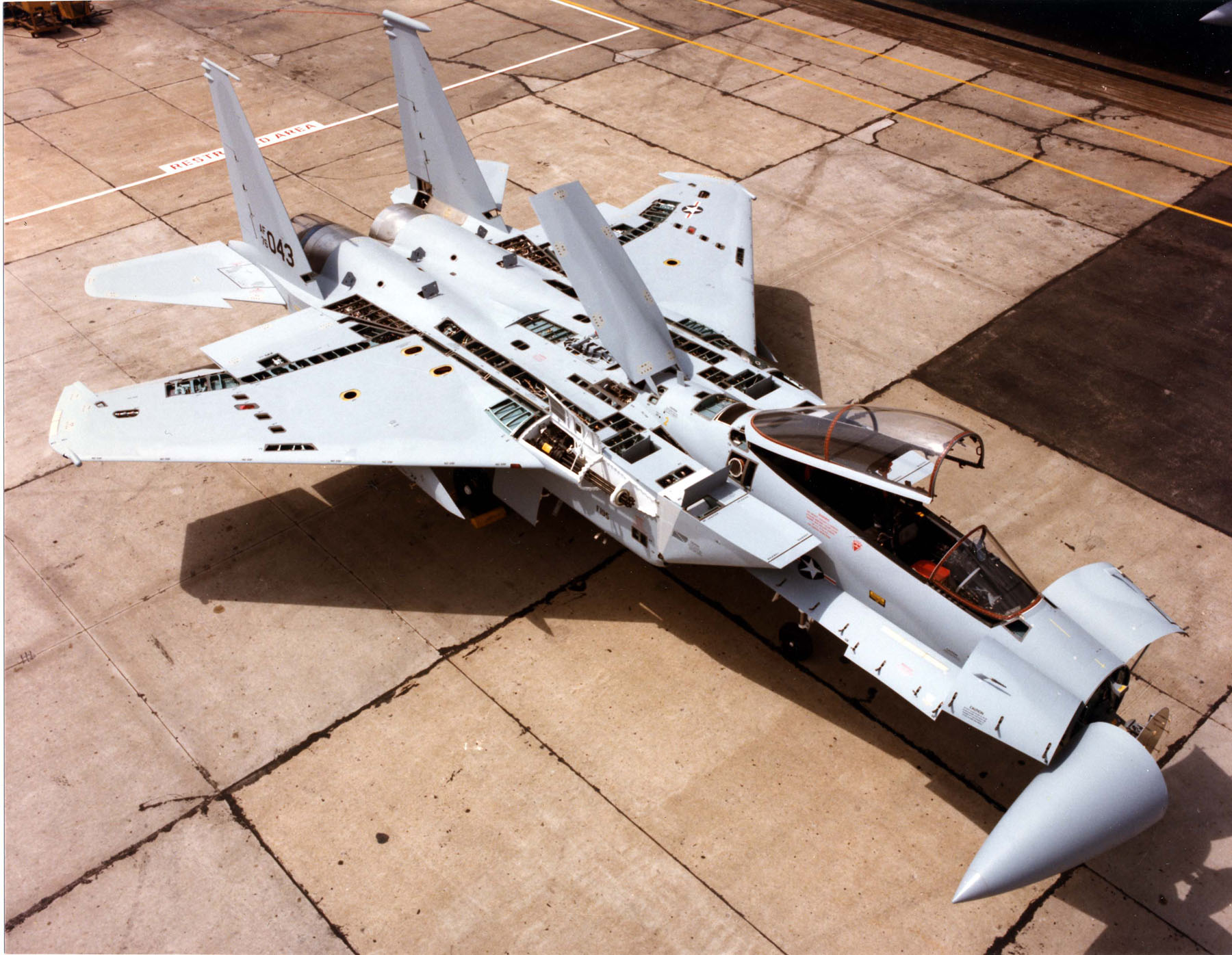
Un F-15A toutes trappes d'inspection ouvertes. Cet appareil livré en 1976 est retiré du service en 2007 et démoli en 2011.

Le F-15 a un fuselage métallique semi-monocoque. Les ailes, montées en position haute sur le fuselage, ont une surface totale de 56,51 m2, qui confère au F-15 une faible charge alaire et participe ainsi à l'agilité de l'avion. Le pilote, assis sur un siège éjectable McDonnell Douglas ACES II, jouit d'une visibilité exceptionnelle. La propulsion des premières versions était assurée par deux réacteurs à double flux Pratt & Whitney F100-PW-100 de 111,2 kN de poussée avec postcombustion, alimentés par deux entrées d'air à géométrie variable. L'avion est équipé d'un radar multimode Doppler à impulsion Hughes APG-63, développé spécialement et optimisé pour le combat air-air, ainsi que d'un système de contre-mesures électroniques Northrop AN/ALQ-131 ou AN/ALQ-135 et d'un système d'alerte radar ALR-56.
Le premier F-15 livré à une unité opérationnelle fut le F-15B (numéro de série « 71-0108 »), que le président Gerald Ford accepta au nom du 555th Tactical Fighter Training Squadron de la Luke Air Force Base au cours d'une cérémonie le 4 novembre 1974. Commença alors l'entraînement des équipages. Les premiers F-15 destinés aux unités de combat furent livrés au 1st Tactical Fighter Wing du Tactical Air Command (TAC) à Langley Air Force Base, qui commença sa conversion en janvier 1976. À la suite de la dissolution du TAC en 1992, ses équipements et personnels sont absorbés par l'Air Combat Command.

### F-15C et DEagle
La version F-15C est la première version du F-15 capable d'emporter des réservoirs conformes FAST (Fuel And Sensors Tactical) plaqués le long du fuselage. Par la suite, leur nom sera changé en « Conformal Fuel Tanks », désignant en fait des réservoirs conformes. Contrairement aux réservoirs classiques emportés sous les ailes, générant une traînée aérodynamique importante, ces réservoirs augmentent l'autonomie sans diminuer de façon notable les performances. Ils peuvent également contenir des équipements électroniques supplémentaires à la place d'une partie du carburant. De plus, d'autres réservoirs de carburants ont été ajoutés dans les ailes et dans le fuselage. L'augmentation du poids de l'avion a entraîné un renforcement du train d'atterrissage et des freins. Enfin, les performances du radar AN/APG-63 ont été améliorées.
La version biplace correspondante est le F-15D. Le premier F-15C a fait son vol inaugural en février 1979, et les livraisons ont commencé au début des années 1980. Quelque temps plus tard, le réacteur Pratt & Whitney F100-PW-100 a été remplacé par un F100-PW-220, légèrement moins puissant mais plus fiable. Ils ont été les premiers chasseurs à avoir la capacité Non-Cooperative Target Recognition.
Au début des années 2000, l'USAF a doté les F-15C basés à Elmendorf AFB, en Alaska, d'une version modifiée du radar AN/APG-63 dotée d'une antenne à éléments actifs, afin de tester la possibilité d'installer un radar de ce type sur les Eagles encore en service.
Faute de F-22 en nombre suffisant, l'USAF a commandé des études à Boeing pour une possible prolongation de vie d'environ 170 à 180 F-15C, qui devront rester en service au moins jusqu'en 2030, déployés sur six ou sept bases américaines et utilisés par l'Air National Guard. Ces avions, renommés Golden Eagle, seront profondément modernisés, porteront des missiles AIM-120D et AIM-9X, et seront dotés du radar à balayage actif AN/APG-63(V)3 et d'un nouveau capteur de recherche et poursuite infrarouge (IRST).
En 2015, Boeing propose un lot de mises à jour (upgrade package) F-15C 2040 avec, outre une avionique améliorée, un emport de 16 missiles air-air (au lieu de 8) et aussi de réservoirs conformes,.
Le coût par heure de vol du F-15C est estimé, en 2016, à 27 203 $.

### Strike Eagle

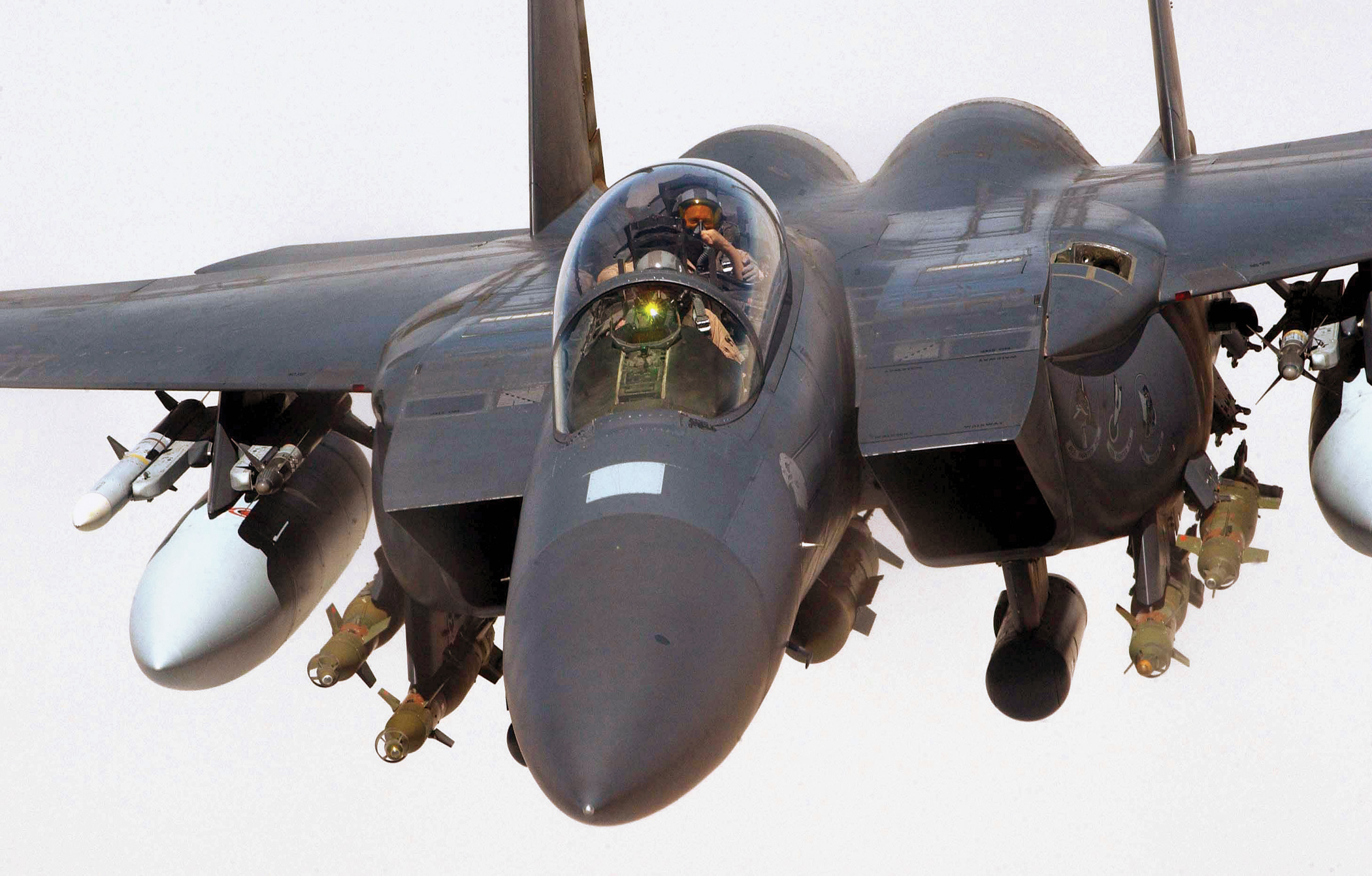
Un F-15E au-dessus de l'Irak.

Le F-15E Strike Eagle est une variante du F-15D. Créée en 1986 pour donner à l'appareil une capacité multirôle et d'attaque tout temps, cette version reprend 60 % de la cellule du F-15D, et emporte également les réservoirs FAST. Son avionique a été totalement modifiée : radar AN/APG-70 avec modes air-sol (mode à synthèse d'ouverture, ou SAR, permettant de générer des cartes très détaillées), nacelles infrarouges Martin Marietta LANTIRN (nacelle de navigation AN/AAQ-13 et nacelle de ciblage AN/AAQ-14), postes de pilotage équipés d'écrans multifonctions (MFD : Multi-Function Display).
Il est également équipé d'une nouvelle motorisation : deux General Electric F110-GE-129 ou deux Pratt & Whitney F100-PW-229, d'une poussée de deux fois 13 154 kgp avec PC. Sa masse à vide est passée à 14 379 kg, la masse maximale à 36 741 kg et sa charge militaire à 11 113 kg. Son rayon d'action passe à 4 445 km en convoyage et 1 270 km en combat. Enfin, le F-15E est capable d'emporter deux bombes nucléaires Mk.51 ou B61.

### F-15Streak Eagle

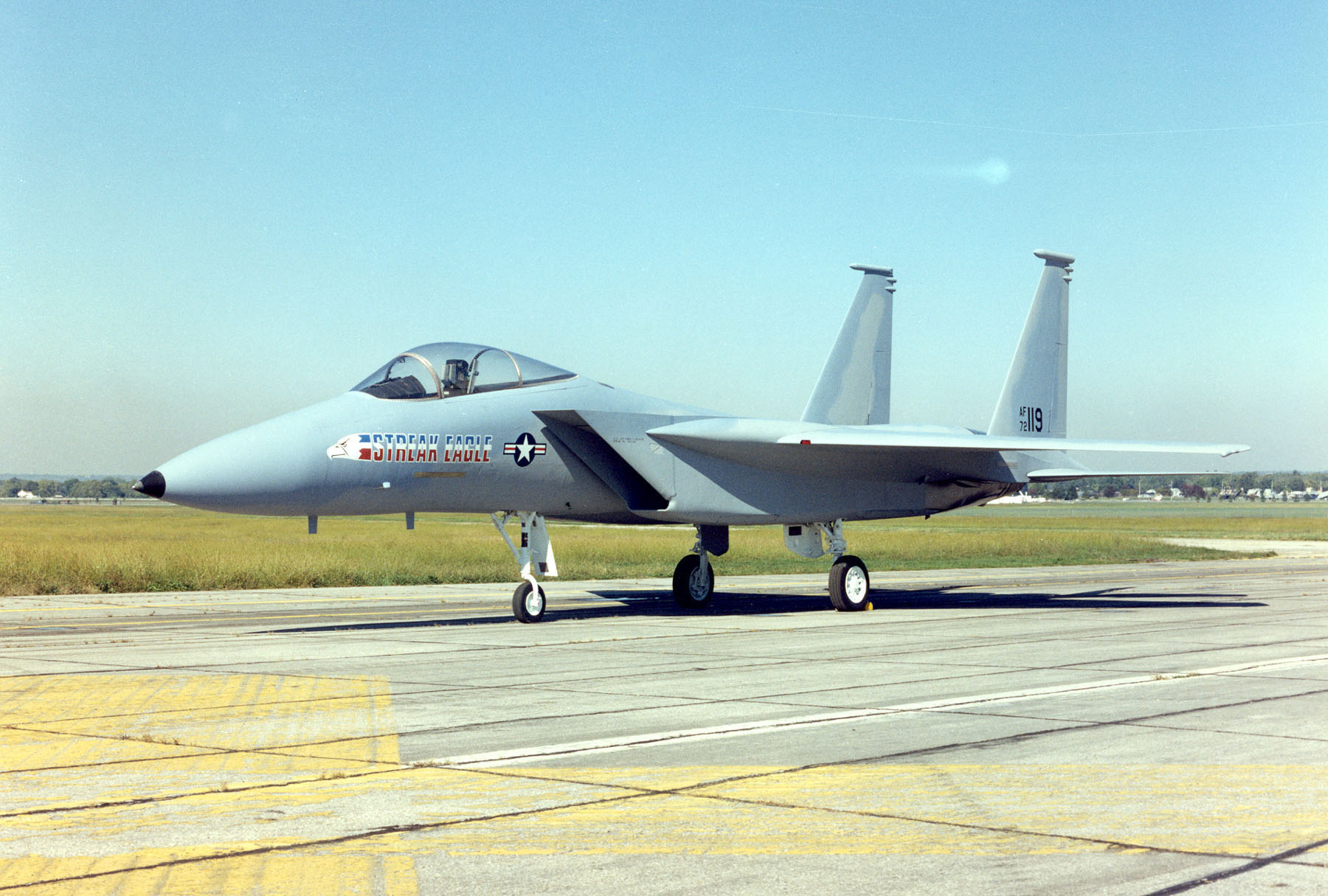
Le Streak Eagle, exposé au musée national de l'Air Force, à Dayton, dans l'Ohio.

Le Streak Eagle (à ne pas confondre avec le Strike Eagle, surnom du F-15E) est un des premiers F-15A de série (serial 72-0119). Il est modifié en 1974-1975 pour battre des records de vitesse ascensionnelle, essentiellement détenus par les F-4 Phantom II et MiG-25. L'aérofrein, les volets, le radar, les systèmes électroniques et l'armement ont été supprimés pour l'alléger. Toujours dans ce but, toute la peinture de l'avion fut décapée, cela fut à l'origine de son surnom (en référence à la pratique des Streaker). Le gain sur la masse total sera d'environ une tonne. Les vols s'effectuaient à partir de la base de Grand Forks AFB dans le Dakota du Nord, durant l’hiver pour profiter du froid et en n'emportant qu'un minimum de carburant. Le Streak Eagle a battu huit records avec trois pilotes différents. La plupart de ces records ont ensuite été améliorés entre 1986 et 1988 par le Soukhoï P-42, version de record du Su-27.
- Montée à 3 000 mètres en 27 secondes ; 16 janvier 1975.
- Montée à 6 000 m en 39 secondes ; 16 janvier 1975.
- Montée à 9 000 m en 48 secondes ; 16 janvier 1975.
- Montée à 12 000 m en 59 secondes ; 16 janvier 1975.
- Montée à 15 000 m en 77 secondes ; 16 janvier 1975.
- Montée à 20 000 m en 123 secondes ; 29 janvier 1975.
- Montée à 25 000 m en 161 secondes ; 26 janvier 1975.
- Montée à 30 000 m en 208 secondes ; 1er février 1975.

### F-15Silent Eagle
Boeing a présenté en mars 2009 un nouveau démonstrateur de son chasseur de supériorité aérienne, baptisé Silent Eagle. Celui-ci est destiné à assurer la transition entre les F-15 et les F-22. L'emport d'armes en soute, des stabilisateurs verticaux inclinés à 15° vers l'extérieur, et un nouveau revêtement permettent à l'avion de se doter de capacités furtives. Le radar a également été amélioré et la cellule a été allégée. Les essais en vol du F-15SE ont eu lieu début 2010. Israël, l'Arabie Saoudite et le Japon se sont déjà montrés intéressés.
La furtivité de ces appareils demeure cependant moyenne, en raison d'une décision du gouvernement des États-Unis, qui limite assez sévèrement le niveau de furtivité autorisée sur les appareils destinés aux marchés d'export. Le niveau de furtivité est compris entre celui d'un F-15 normal et celui de chasseurs de 5e génération du type du F-35 Lightning II. Elle est également essentiellement axée sur les combats air-air (les radars aéroportés travaillent essentiellement en bande X), et n'est que médiocre face aux radars terrestres, utilisant des fréquences différentes.

## Engagements

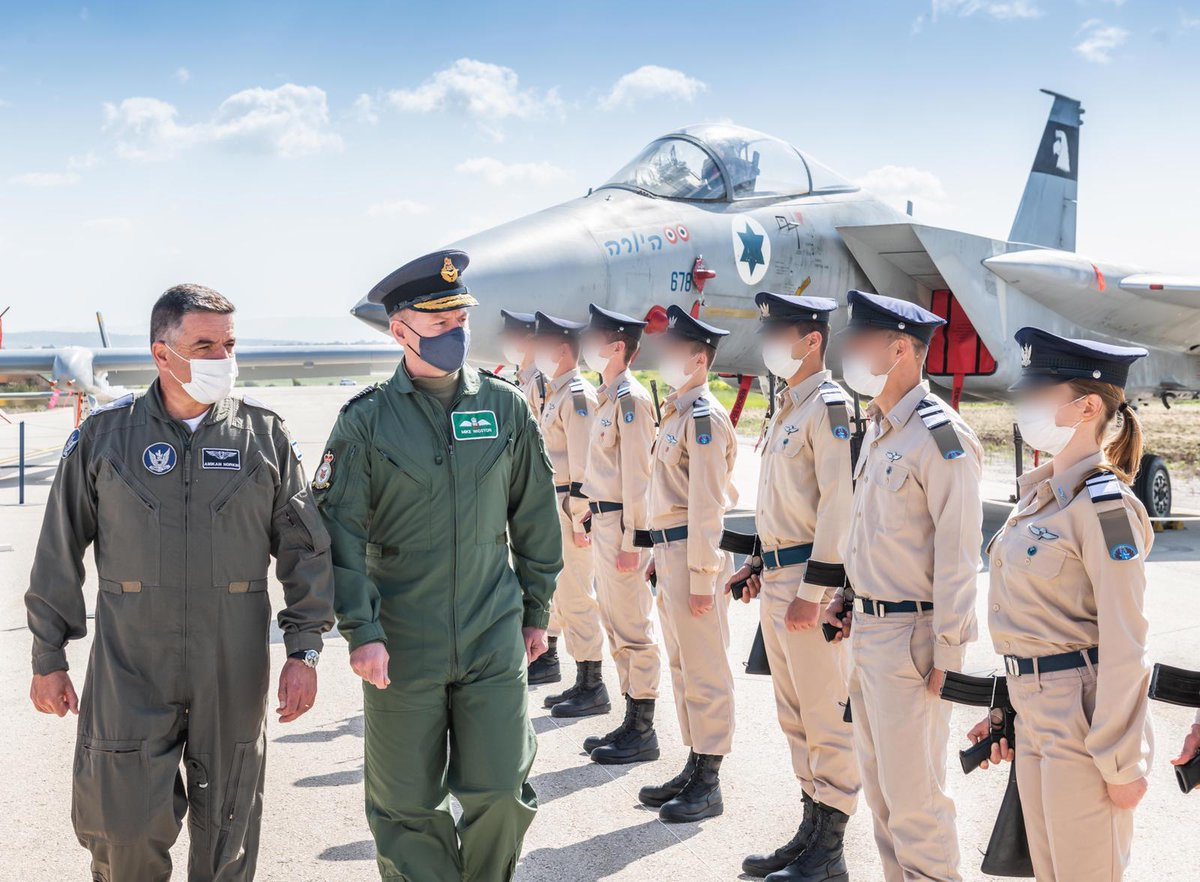
Un F-15I israélien (derrière) avec des pilotes israéliens (devant).

En 2011, aucun F-15 n'avait été perdu en combat aérien contre un adversaire, et les exemplaires produits avaient abattu entre 101 et 103 avions ennemis. Deux furent abattus par la DCA irakienne durant la guerre du Golfe de 1991, un troisième le fut en Irak en 2003, plusieurs furent perdus accidentellement en opérations en Afghanistan, et un F-15E fut perdu en Libye en 2011.
Le F-15 a été engagé par les États-Unis lors de l'opération Tempête du désert contre l'Irak, puis pour faire respecter l'interdiction aérienne imposée après cette guerre (opération « Deny Flight »). Les F-15C américains sont crédités de 36 victoires sans aucune perte pendant l'opération Tempête du désert. De leur côté, les F-15E ont effectué des missions d'attaque et l'un d'entre eux abattit un Mil Mi-24 avec une bombe, bien que l'intégration de la nacelle de désignation laser ne soit pas encore totalement effective à cette époque. Les F-15 américains ont également participé à la guerre du Kosovo où ils abattirent quatre MiG-29 yougoslaves.

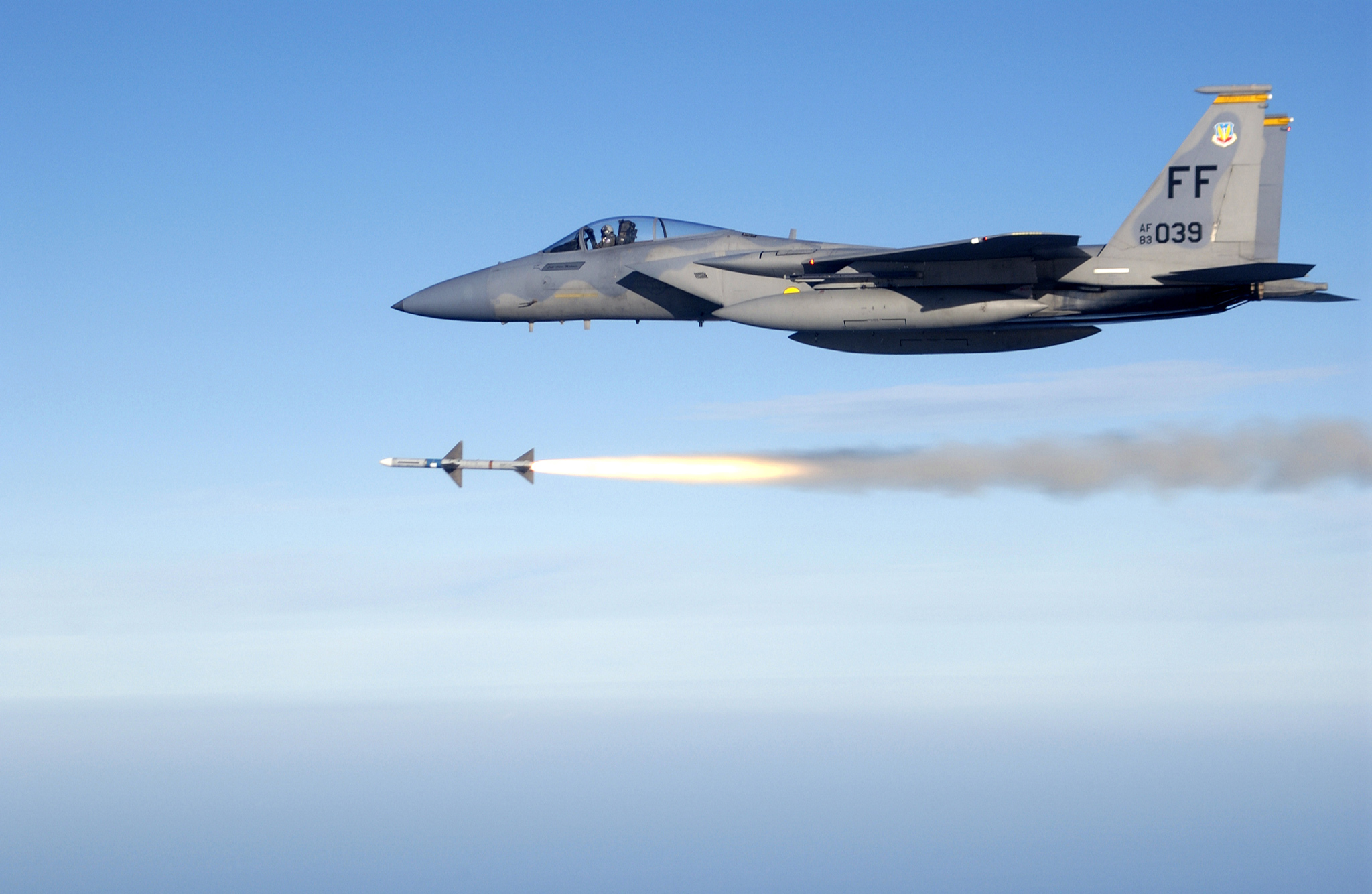
F-15C de l’USAF tirant un missile air-air AIM-7 Sparrow en 2005. Il est peint selon le camouflage de supériorité aérienne « gris-fantôme » (« ghost grey »).

Les F-15E ont participé aux opérations de la guerre d'Afghanistan depuis fin 2001, où l'un d'entre eux abattit un drone MQ-9 Reaper hors de contrôle en 2009, aux opérations de la guerre d'Irak depuis 2003, à l'intervention militaire de 2011 en Libye et à la coalition internationale en Irak et en Syrie.
Le 5 juin 1984, des F-15C saoudiens ont abattu deux F-4 Phantom II de l'armée de l'air iranienne. Pendant l'opération Tempête du désert en 1991, un Eagle saoudien a également obtenu deux victoires contre des Mirage F1 irakiens en utilisant des AIM-9.
Les F-15 israéliens ont participé à de nombreuses opérations sur le Liban (en 1979 et 1982 notamment). L'armée de l'air israélienne affirme avoir remporté plus de 56 victoires aériennes contre des avions syriens avec l'Eagle, dont plusieurs Mig-25 Foxbat. Les F-15 israéliens ont également participé à l'opération Opéra contre la centrale d'Osirak sur le territoire irakien.
Un autre engagement ne fut pas guerrier mais psychologique, car le F-15 fut utilisé pour battre différents records mondiaux lors de la Guerre froide (voir ci-dessus).

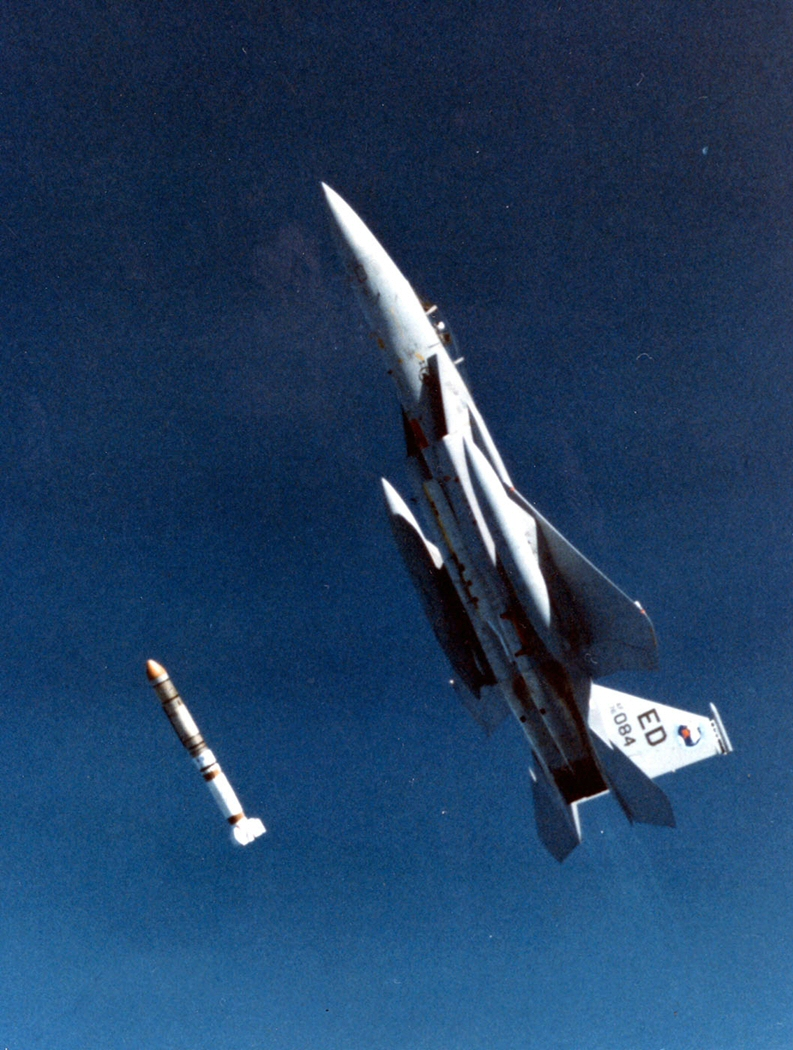
Lancement d'un ASM-135 le 13 septembre 1985 par un F-15A.

Le 14 avril 1994, deux F-15C de l'US Air Force ont abattu lors de tirs amis deux UH-60 américains en Irak ; et le 22 novembre 1995, un F-15J des Forces japonaises d'autodéfense fut détruit par un missile AIM-9 Sidewinder tiré par un autre F-15 japonais lors d'un exercice, le pilote ayant pu s'éjecter.

## Attaque de satellites
Un des rôles du F-15A était la destruction de satellites. Le Tactical Air Command décida de modifier une quarantaine de F-15A et B, spécialement équipés pour emporter un ASM-135 (ASAT : Anti-SATellite Missile) sous leur pylône ventral. L'URSS avait la possibilité de détecter un départ de fusée destinée à neutraliser un satellite et donc changer, si possible, la position de ce dernier. Un F-15 avec un missile ventral offrait l'avantage de pouvoir passer inaperçu au milieu d'autres F-15. La détection de ce lanceur aéroporté ne pouvait donc se faire qu'après le tir du missile, ne laissant alors que très peu de temps aux Soviétiques pour réagir. Deux exemplaires furent modifiés selon ces standards.
L'avion lanceur devait effectuer une montée à 65° à Mach 1,22, sous un facteur de charge de 3,8 G, le missile étant tiré à une altitude de 11 600 m. Il y eut cinq essais au total. Le troisième essai fut effectué le 13 septembre 1985, en conditions réelles, sur le satellite obsolète Solwind en orbite héliosynchrone. Ce jour-là, le major Wilbert D. Pearson (dit Doug Pearson) devint le premier pilote (et demeure le seul à ce jour) à abattre un satellite depuis un avion de chasse,,,. Le programme s'arrêta en 1988 sur décision du Congrès américain, qui craignait que le développement de cette arme ne relance une course aux armements.

## Versions
Prototypes

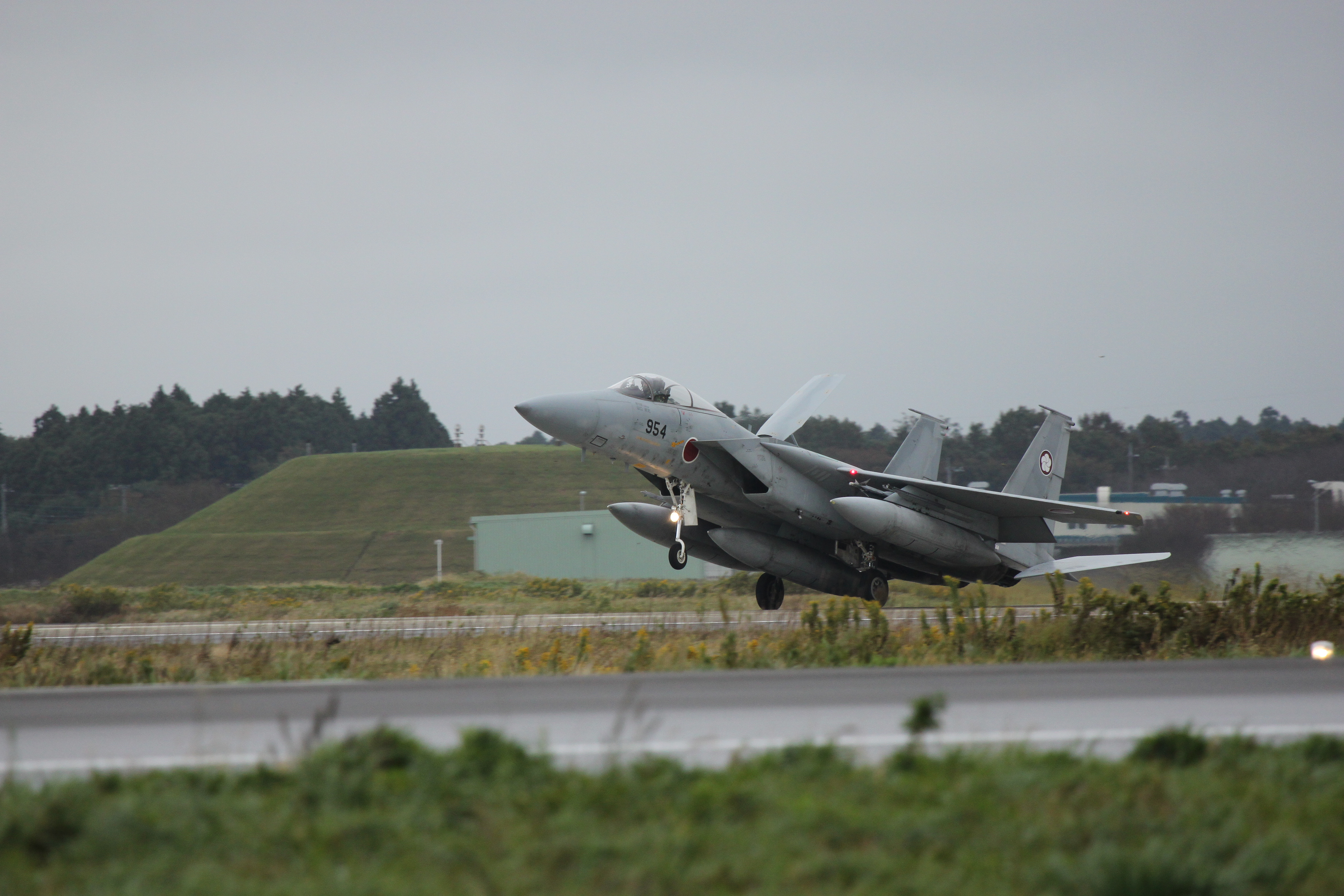
Un F-15J de la force aérienne d'autodéfense japonaise avec son aérofrein dorsal déployé à Yokota Air Base.

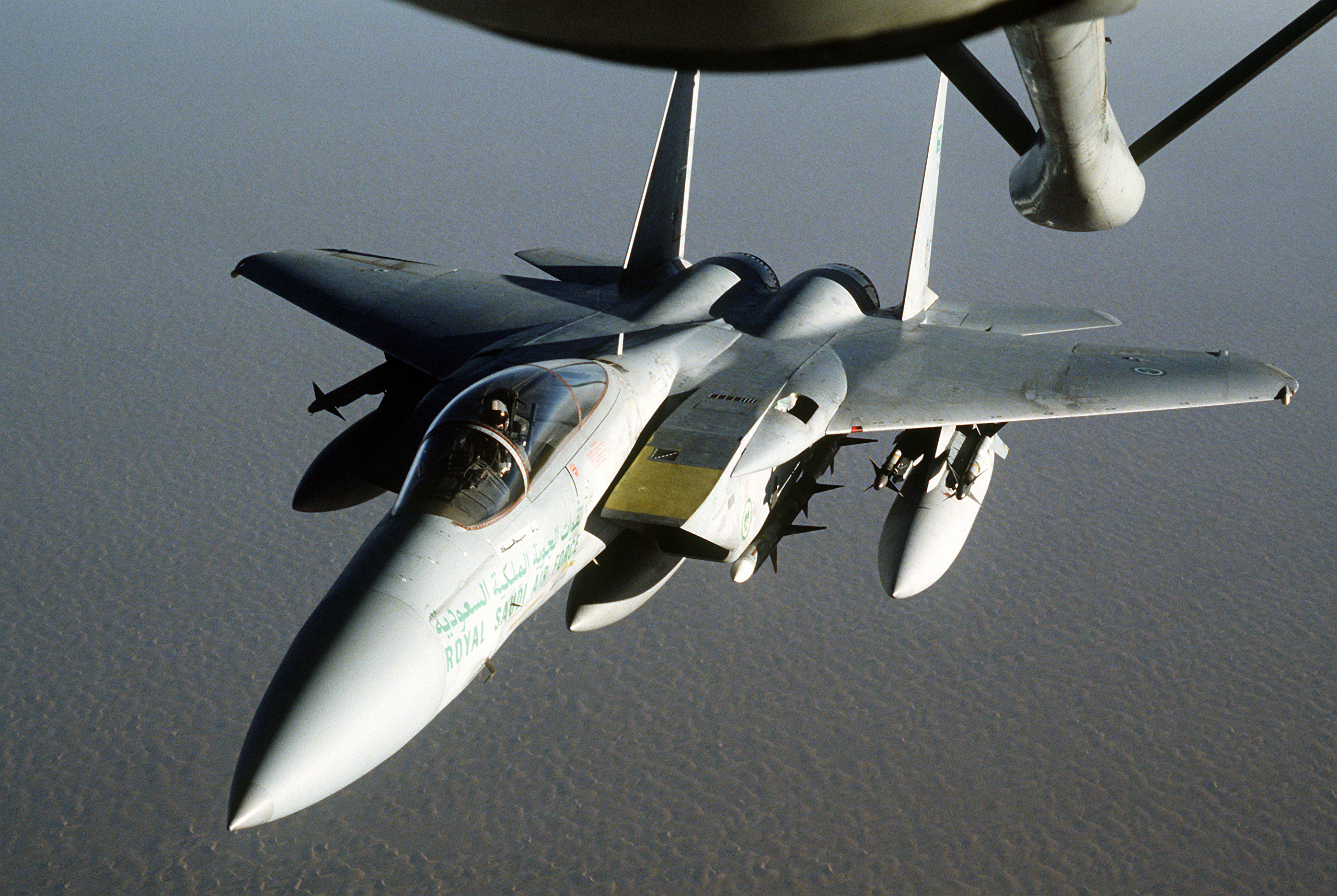
Un F-15C saoudien.

Douze prototypes furent construits et utilisés pour essais par la F-15 Joint Test Force sur la Base aérienne Edwards, à l'aide de personnel de l'USAF et de McDonnell Douglas. La plupart de ces appareils furent ensuite utilisés par la NASA pour des essais et des expérimentations. Les numéros de série vont de 71-0280 à 71-0289 pour les F-15A de préproduction et de 71-0290 à 71-0291 pour les deux F-15B de préproduction (initialement désignés TF-15A).
Initiales
Ces deux versions sont les premières de la série F-15, et sont équipées d'un radar APG-63 :
- F-15A : Version monoplace, construite à 384 exemplaires[21] (365 pour l'USAF et 19 pour Israël) ;
- F-15B : Version biplace, construite à 61 exemplaires[21] (59 pour l'USAF et 2 pour Israël).

Améliorées
Les versions suivantes ont une capacité de carburant accrue et une électronique améliorée. Elles ont été par la suite remotorisées avec des Pratt & Whitney F100-PW-220, légèrement moins puissants mais plus fiables que les F100-PW-100 :
- F-15C : Version monoplace, construite à 482 exemplaires[21] (409 pour l'USAF, 18 pour Israël et 55 pour l'Arabie saoudite) ;
- F-15D : Version biplace, construite à 97 exemplaires[21] (61 pour l'USAF, 13 pour Israël et 19 pour l'Arabie saoudite). En septembre 2010, l'USAF a cédé à la NASA trois F-15D démilitarisés[22] (numéros de série « 78-0564 », « 78-0565 » et « 79-0007 »), dont un servira à remplacer un F-15B d'essais acquis en 1994 auprès de la Garde Nationale Aérienne d’Hawaï.
- F-15EX « Eagle II » : Version biplace, basée sur le F-15QA, destinée à remplacer les plus anciens F-15C de l’USAF[23]. 8 exemplaires commandés le 13 juillet 2020, 72 prévus d'ici 2025[24], 144 envisagés en 2020[25], 80 en 2023[26]. Originellement nommé « Advanced Eagle », il est baptisé « Eagle II » le 7 avril 2021 lorsque le premier appareil est accepté par l'USAF, le deuxième devant l’être rapidement, et quatre autres d'ici la fin de l'année fiscale 2023[27].

Multirôle
La version suivante a des capacités d'attaque tout-temps :
- F-15E : Version biplace, construite à 236 exemplaires[21]. 223 appareils étaient encore disponibles en 2011[21].

Exportation
Les versions suivantes sont des versions d'exportation :
- F-15I : « Israeli ». Version du F-15E destinée à Israël, construite à 25 exemplaires[21]. Également désignée « Ra'am » (en hébreu : « רעם », signifiant « Tonnerre »), elle est dotée de réacteurs Pratt & Whitney F100-PW-229 et d'un casque de type DASH. De nombreux systèmes électroniques conçus localement ont été directement implantés par les israéliens sur leurs appareils ;
- F-15J/DJ : Versions du F-15C/F-15D destinées au Japon et construites sous licence par Mitsubishi, à 223 exemplaires. 203 F-15J et 20 F-15DJ ont été construits entre 1980 et 1997, dont deux F-15J et 12 F-15DJ construits par McDonnell Douglas[28] ;
- F-15K : « Slam Eagle » (en coréen : « F-15K 슬램 이글 »). Version du F-15E destinée à la Corée du Sud, construite à 40 exemplaires[21]. 21 exemplaires supplémentaires ont été commandés le 25 avril 2008 par le gouvernement coréen. Cet avion dispose de nombreux systèmes de guerre électronique avancés dont ne dispose pas encore son cousin américain (veille infrarouge AAS-42[29], une suite électronique de guerre tactique modifiée[29], radio ARC-232 U/VHF avec système de Liaison 16, radar numérique APG-63(V)1 avec capacités NCTR, etc.) ;
- F-15S : « Saudi ». Version du F-15E destinée à l'Arabie saoudite, construite à 72 exemplaires[21] ;
- F-15SA : Version du F-15S destinée à l'Arabie saoudite. 84 exemplaires neufs achetés en décembre 2011, et modernisation de 70 F-15S existants ;
- F-15SG : « Singapore ». Version du F-15E destinée à Singapour, construite à 12 exemplaires[21]. Similaire à la version K vendue à la Corée du Sud, mais dotée du radar APG-63(V)3 à antenne active (AESA) développé par Raytheon. Le F-15SG sera propulsé par deux moteurs General Electric F110-GE-129 de 131 kN de poussée.
- F-15QA : « Qatar Advanced  ». Version du F-15E destinée au Qatar. 36 exemplaires doivent être livrés à partir de 2021, premier vol le 14 avril 2020. Utilisé pour les travaux sur le chasseur de supériorité aérienne F-15EX[30].
- F-15IA : version destinée à Israël du F-15EX « Eagle II ». 25 commandés annoncés le 25 février 2023 avec une option sur 25 autres[31].

Furtive
La version suivante intègre des caractéristiques de furtivité :
- F-15SE : Version présentée le 17 mars 2009 basée sur le F-15E, baptisée « Silent Eagle ». Cette version intègre de nombreux éléments technologiques visant à réduire sa signature radar (furtivité) : matériaux absorbant les ondes radar, stabilisateurs verticaux inclinés à 15° par rapport à la verticale, une partie de l'armement emporté dans des soutes dérivées des réservoirs de carburant conformes détachables (CFT), radar APG-63(V)3 et système de guerre électronique BAE Systems[7],[32]. La furtivité de l'appareil ne devra pas excéder un niveau autorisé à l'export par le gouvernement américain. Il sera proche de celui des chasseurs de 5e génération, comme le F-35 Lightning II lorsqu'il est vu de face (sa position « la moins furtive » pour un radar ennemi)[9]. Sa furtivité sera également axée essentiellement sur le plan air-air, donc contre les radars travaillant en bande X, et beaucoup moins efficace contre les radars terrestres, qui emploient d'autres fréquences[7].

## Versions expérimentales

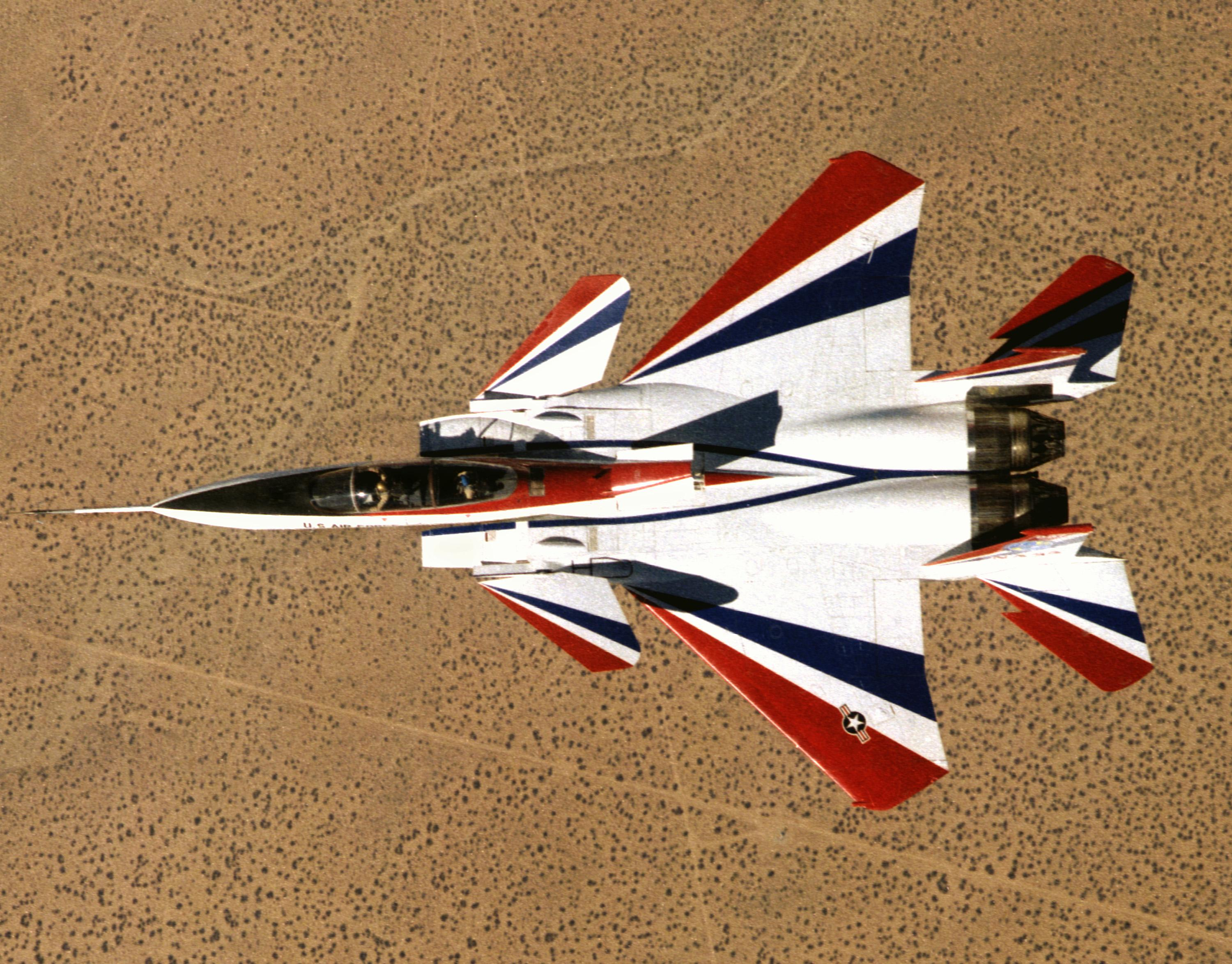
Vue de dessus du F-15STOL/MTD, survolant la zone du Dryden Flight Research Center, en octobre 1996.

Les versions suivantes ont été créées à des fins expérimentales et n'ont jamais été mises en service opérationnel au sein de l'US Air Force. Elles ont toutes été conçues sur un seul et même exemplaire du TF-15A de préproduction, alors désigné NF-15B par la NASA :
- F-15STOL/MTD : Version à décollage et atterrissage courts du F-15, dont les moteurs sont dotés de tuyères à poussée vectorielle bidimensionnelle, de plans canard (dérivés des gouvernes de profondeur du F-18) et d'un système numérique de contrôle de vol très évolué[33] ;
- F-15 ACTIVE : Version du F-15S/MTD dont les moteurs sont dotés de tuyères à poussée vectorielle tridimensionnelle au lieu de bidimensionnelle[33] ;
- F-15 IFCS : Version du F-15 ACTIVE dont l'avionique a été améliorée pour améliorer sa manœuvrabilité et sa survivabilité au combat[33].

## Successeur du F-15
Will Roper le secrétaire adjoint à l’Air Force chargé des acquisitions, de la technologie et de la logistique, a déclaré lors de la conférence annuelle organisée par l’Air Force Association le 15 septembre 2020 que l'US Air Force a fait voler le démonstrateur du successeur du F-15,. Defense News reprend les propos de M. Roper qui a affirmé que les États-Unis ont, en secret, développé et fait voler le démonstrateur d’un nouvel avion de combat, dans le cadre du programme Next Generation Air Dominance (NGAD) de l’US Air Force.
Pour rappel, le NGAD vise à mettre au point un « système de systèmes » autour d’un avion de combat de « 6e génération » appelé « Penetrating Counter Air » [PCA] et destiné à remplacer les F-15 et les F-22A « Raptor » de l’US Air Force. Cet appareil sera placé au centre d’un réseau comprenant des drones, des effecteurs et d’autres capteurs avancés. L’US Navy conduit un programme portant le même nom, le F/A-XX, mais avec des objectifs différents.

## Pays utilisateurs
Il est le 3e avion de combat le plus utilisé dans le monde en 2012 avec, selon une estimation, 870 appareils en activité, soit 6 % de la flotte mondiale d'avions de combat.
- Arabie saoudite : 87 F-15C, 22 F-15D, 72 F-15S (68 de ces appareils devraient être modernisés en version SA[37]), 84 F-15SA neufs[38].
- Corée du Sud : 40 F-15K commandés en 2008 et complétés par 21 exemplaires supplémentaires en 2010.
- États-Unis (F-15A à F-15E) : 214 C, 35 D et 219 E en service début 2013[39], 187 des versions A à D retirés du service et stockés au 309th Aerospace Maintenance and Regeneration Group[40].
- Israël (F-15A, F-15B, F-15C, F-15E, F-15I, + 25 F-15EX commandés[41] en 2023).
- Japon (F-15J/DJ).
- Singapour : 12 F-15SG commandés en 2005 et réceptionnés en 2009, auxquels se sont ajoutés 12 autres exemplaires, à la suite d'une option exercée en 2007[42]. Toutefois plusieurs informations indiquent que la flotte comptera à terme 40 appareils[43]. Ni la firme Boeing, ni les forces singapouriennes n'ont confirmé l'information, jouant sur l'effet d'incertitude vis-à-vis des voisins de Singapour. Les F-15 opèrent au sein du 149e escadron à Singapour (numéros de série « 83xx »). Certains appareils stationnent aussi au sein du 428e escadron de la Republic of Singapore Air Force (RSAF), à Mountain Home Air Force Base dans le sud-ouest de l'Idaho (numéros de série « 05-0001 » à « 05-0024 »).
- Qatar : 36 F-15AQ commandés en 2018. Ces appareils neufs sont construits dans les ateliers de Boeing, à Saint-Louis[44].

## Accidents
| Date       | Modèle       | Numéro d'identification | Numéro de série du fabricant | Code militaire | Opérateur | Lieu du crash | Victimes | Description |
| ---------- | ------------ | ----------------------- | ---------------------------- | -------------- | --- | --- | -------- | --- |
| 14/10/1975 | F-15A-7-MC   | 73-0088                 | 0027/A022                    | LA             | 555th Tactical Fighter Training Squadron, 58th Tactical Fighter Training Wing, United States Air Force                                   | Minersville, Utah, États-Unis | 0/1      | Le 14 octobre 1975, le F-15A-7-MC immatriculé 73-0088 du 555th Tactical Fighter Training Squadron du 58th Tactical Fighter Training Wing partant de la base aérienne de Luke en Arizona s'écrase à l'ouest de Minersville dans l'Utah à cause d'une fumée électrique ou d'un incendie dû à une panne de générateur, de la fumée serait entrée dans le cockpit,. Cela en fait le premier crash du F-15. |
| 28/02/1977 | F-15A-12-MC  | 74-0129                 | 0105/A090                    | WA             | 433d Fighter Weapons Squadron, 57th Fighter Weapons Wing, United States Air Force                                                        | Base aérienne de Nellis, Nevada, États-Unis                                                                                            | 0/1      | Le 28 février 1977, le F-15A-12-MC immatriculé 74-0129 rentre en collision avec un F-5E qui lui atterri sans encombre sur la base aérienne de Nellis dans le Nevada,. Le F-5 et le F-15 effectuaient une mission d'entraînement ACEVAL/AIMVAL « 1 contre »1. À un moment donné de la bataille, ils se sont tournés l'un vers l'autre et l'un des missiles factices attachés au rail de l'aile a frappé le F-15 juste à l'arrière de la trappe de ravitaillement en vol. Le F-5 vola à travers les deux queues du F-15 avec ses ailes perpendiculaires aux ailes du F-15. Le major Merrick a déclaré un IFE et avait l'intention de retourner à Nellis. « Il m'a dit qu'il voyait des flammes monter le long de l'épine dorsale de l'avion et a décidé qu'il était temps de partir et s'est éjecté ». |
| 06/12/1977 | F-15B-14-MC  | 75-0085                 | 150/B021                     | WA             | 433d Fighter Weapons Squadron, 57th Fighter Weapons Wing, United States Air Force                                                        | Tonopah, Nevada, États-Unis | 2/2      | Le 6 décembre 1977, le F-15B-14-MC immatriculé 75-0085 «Balls 85» s'écrase dans le Tonopah Test Range lors d'une mission ACT tuant le lieutenant-colonel David 'Jake' Jacobson — commandant du 433rd FWS — et le colonel William Hilton Walter III — commandant de l'hôpital de Nellis — . La cause de l'accident n'a jamais été déterminée avec précision, mais il semble que le commandant de l'hôpital ait tiré trop vite et trop fort sur le manche, percutant ainsi le flanc d'une montagne de la chaîne de Tonopah. Les deux pilotes se sont éjectés mais ont heurté la montagne avant que les parachutes ne se déploient,. |
| 08/02/1978 | F-15A-8-MC   | 73-0097                 | 0038/A031                    | LA             | 555th Tactical Fighter Training Squadron, 58th Tactical Fighter Training Wing, United States Air Force                                   | Base aérienne de Nellis, Nevada, États-Unis                                                                                            | 0/1      | Incident au sol,. |
| 17/04/1978 | F-15A-14-MC  | 75-0059                 |                              | BT             | 525th Tactical Fighter Squadron, 36th Tactical Fighter Wing, United States Air Force                                                     | 24 Km au Sud-Ouest du Doggerland au large de la côte de Cromer dans le Norfolk, Royaume-Uni.                                           | 0/1      | Le 17 avril 1978, le F-15A-14-MC immatriculé 75-0059 du 525th TFS du 36th TFW est parti de la base aérienne de Bitburg, en Allemagne. Il est parti avec deux autres appareils faisant une formations de trois F-15, le 75-0059 était le troisième appareils de la formation. Son moteur s'enflamme lors d'une manœuvre de combat aérien avec des F-5E en mer du Nord à 24 kilomètre au sud-ouest du Dogger, au large de la côte de Cromer, Norfolk. Le capitaine Richard S. Hauk, s'est éjecté sain et sauf. Les trois F-15 étaient présent dans le cadre d'une mission Dissimilar Air Combat Tactics (DACT) contre quatre F-5E. L'incident s'est produit dans la zone d'entraînement Aggressor, situé à 125 km au nord-est de la RAF Alconbury, au Royaume-Uni. Pendant, l'engagement, le numéro 3 a appelé "bingo moins un", indiquant que son carburant restant était inférieur de 100 livres. Deux minutes plus tard, le numéro 3 annonça qu'il lui restait 4 000 livres de carburant, mais qu'il n'y avait plus de carburant dans les réservoirs d'alimentation. Le moteur tribord s'éteint alors, suivi deux minutes plus tard par le moteur bâbord. Anticipant une perte totale des commandes de vol, le pilote s'est éjecté à 14 000 pieds, subissant des blessures légères,. |
| 15/06/1978 | F-15A-16-MC  | 76-0047                 | 0230/A199                    | BT             | 525th Tactical Fighter Squadron, 36th Tactical Fighter Wing, United States Air Force                                                     | 229 Km au nord-est de la RAF Alconbury, Cambridgeshire, Royaume-Uni                                                                    | 0/1      | Le 17 avril 1978, le F-15A-16-MC 76-0047 «Adler 53» faisait partie d'une formation de deux F-15 qui participaient à une mission d'entraînement au combat aérien (DACT) contre deux F-5E. Il commençait à attaquer un F-5E au canon lorsqu'il a appelé pour mettre fin aux combats. Des flammes ont été observées provenant des deux moteurs. Le capitaine Henry B. Johnson a établi une descente et a signalé qu'un moteur avait stagné et que l'autre refusait de démarrer. Après avoir traversé une couche de brume, il s'est éjecté en toute sécurité, 3 minutes 30 secondes après que le problème est apparu,. |
| 06/07/1978 | F-15A-16-MC  | 76-0053                 | 0237/A205                    | BT             | 53rd Tactical Fighter Squadron, 36th Tactical Fighter Wing, United States Air Force                                                      | 24 Km de la base aérienne de Bitburg, Rhénanie-Palatinat, Allemagne de l'Ouest                                                         | 1/1      | Le F-15A-16-MC immatriculé 76-0053, faisait partie d'une formation de quatre appareils, ils partaient de la base aérienne de Bitburg, Rhénanie-Palatinat, Allemagne pour une mission de tactique de combat aérien/ravitaillement en vol, le vol devait se faire aux instruments. Une recherche radio, radar et visuelle fut effectuée, mais n'a pas réussi à localiser «Adler 24». L'avion s'est écrasé à 24 km au nord-nord-est de la base aérienne de Bitburg. La verrière était toujours sur l'avion et l'éjection n'avait pas été déclenchée. Le lieutenant Mike Mark avait été tué sur le coup,. |
| 01/09/1978 | F-15A-13-MC  | 75-0018                 | 0114/A098                    | FF             | 71st Tactical Fighter Squadron, 1st Tactical Fighter Wing, United States Air Force                                                       | Dans l'océan Atlantique à 321 Km au large de Norfolk, Virginie, États-Unis                                                             | 0/1      | Le 1er septembre 1978, le F-15A-13-MC immatriculé 75-0018 était piloté par le lieutenant Brad FOREST, il partait de la base aérienne de Langley en Virginie. L'avion été équipé de deux réservoirs largables aux ailes. Durant une confrontation 1 versus 1 en manœuvres de base du combattant, l'avion partit en vrille une première fois, probablement à cause d'un ciseau à faible vitesse, mais le pilote rattrapa la vrille. Cependant, l'appareil est parti en vrille une seconde fois, FOREST a pu s'éjecter en toute sécurité,. |
| 19/12/1978 | F-15A-14-MC  | 75-0063                 | 0166/A142                    | BT             | 525th Tactical Fighter Squadron, 36th Tactical Fighter Wing, United States Air Force                                                     | Au sud d'Ahlhorn, Schleswig-Holstein, Allemagne de l'Ouest                                                                             | 0/1      | Le F-15A-14-MC immatriculé 75-0063 «Growl 17», faisait partie d'une formation de trois appareils en partance de la base aérienne de Bitburg, pour une mission de tactique de combat aérien et de ravitaillement en vol a verrouillé le radar de «Growl 18» et a lancé une attaque arrière. «Growl 17» à dépassé sa cible en tentant un tir à l'arme à grand angle. «Growl 18» a vu «Growl 17» dépasser et s'enflammer, et son pilote a appelé « punch out, punch out ! ». Il s'est éjecté en toute sécurité,. |
| 28/12/1978 | F-15A-14-MC  | 75-0064                 | 0167/A144                    | BT             | 22nd Tactical Fighter Squadron, 36th Tactical Fighter Wing, United States Air Force                                                      | 3 Km au sud de Daun, Eifel, Rheinland-Pfalz, Allemagne de l'Ouest                                                                      | 0/1      | Le F-15A-14-MC immatriculé 75-0064 était en mission de tactique de combat aérien. Après le troisième engagement, le pilote est entré dans une manœuvre de chandelle. L'ailier a signalé un incendie provenant de la tuyère, probablement du moteur tribord. Le pilote a coupé la post-combustion du moteur bâbord, coupé le carburant de l'autre moteur et a amorcé une plongée peu profonde pour maintenir la vitesse. Pendant la récupération, le moteur gauche s'est arrêté et les tentatives de démarrage à l'air des deux moteurs ont échoué. Le pilote s'est éjecté en toute sécurité,. |
| 29/12/1978 | F-15A-12-MC  | 74-0136                 | 0136/A097                    | WA             | 433d Fighter Weapons Squadron, 57th Fighter Weapons Wing, United States Air Force                                                        | Base aérienne de Nellis, Nevada, États-Unis                                                                                            | 0/1      | S'est écrasé à Nellis,. |
| 16/02/1979 | F-15A-19-MC  | 77-0107                 | 0391/A319                    | HO             | 9th Tactical Fighter Squadron, 49th Tactical Fighter Wing, United States Air Force                                                       | Base aérienne de Nellis, Nevada, États-Unis                                                                                            | 1/1      | Le F-15A-19-MC immatriculé 77-0107 effectuaient une mission d'entraînement en 1 contre 1 au-dessus des champs de tir de Nellis, dans le Nevada. L'altitude est trop basse pour permettre une récupération efficace ou une éjection réussie,. |
| 12/03/1979 | F-15A-18-MC  | 77-0076                 | 0353/A288                    | HO             | 9th Tactical Fighter Squadron, 49th Tactical Fighter Wing, United States Air Force                                                       | Proche de la ville d'El Paso, Texas, États-Unis                                                                                        | 1/1      | S'est écrasé proche d'El Paso,. |
| 25/04/1979 | F-15B-20-MC  | 77-0167                 | 0437/B058                    |                | McDonnell Douglas St. Louis | Près de la ville de Fredericktown, Missouri, États-Unis                                                                                | 1/1      | L'avion s'est écrasé lors de son deuxième vol d'essai, tuant le pilote d'essai Gary L. KINCAID,. |
| 03/06/1979 | F-15A-15-MC  | 76-0035                 | 0216/0187                    | BT             | 22nd Tactical Fighter Squadron, 36th Tactical Fighter Wing, United States Air Force                                                      | Base aérienne de Bitburg, Rhénanie-Palatinat, Allemagne de l'Ouest                                                                     | 0/1      | Crash au décollage, après une défaillances des commandes. Il s'est éjecté en toute sécurité,. |
| 14/09/1979 | F-15A-17-MC  | 76-0085                 | 0276/A237                    |                | 57th Fighter Weapons Wing0, United States Air Force                                                                                      | Sheep Mountains, près du pic Hayford, Nevada, États-Unis                                                                               | 1/1      | Le F-15A-17-MC immatriculé 76-0085 «RAVEN 72», s'écrase dans les Sheep Mountains. Le pilote le capitaine Ray L. MARCUM ne s'est pas éjecté,. |
| 29/09/1979 | F-15A-17-MC  | 76-1513                 | 0315/IA009                   | 676            | 133 טייסת (Escadron 133), זְרוֹעַ הָאֲוִיר וְהֶחָלָל (Armée de l'Air)                                                                              | Base aérienne de Tel Nof, מחוז המרכז (District centre), Israël                                                                         | 0/1      | S'écrase au décollage de la base aérienne de Tel Nof, le pilote s'est éjecté,. |
| 03/10/1979 | F-15A-18-MC  | 77-0072                 | 0347/A284                    | HO             | 9th Tactical Fighter Squadron, 49th Tactical Fighter Wing, United States Air Force                                                       | Naval Air Station Fallon, Nevada, États-Unis                                                                                           | 0/1      | Le F-15A-18-MC immatriculé 77-0077 s'est écrasé après être entré en collision avec le F-15A-18-MC 77-0061. Le 77-0061 a réussi un atterrissage à NAS Fallon, Nevada, il est resté en service jusqu'en janvier 2008,. |
| 04/03/1980 | F-15A-14-MC  | 75-0070                 | 174/A150                     | BT             | 22nd Tactical Fighter Squadron, 36th Tactical Fighter Wing, United States Air Force                                                      | Hornisgrinde, 8 km au sud de Baden-Baden, Baden-Württemberg, Allemagne de l'Ouest                                                      | 1/1      | Le F-15A-14-MC immatriculé 75-0070 s'est écrasé à quelques mètres du dépôt de munitions de Hornisgrinde, à huit kilomètres au sud de Baden-Baden lors d'une mission d'entraînement au dogfight. Le pilote ne s'est pas éjecté et a été tué,. |
| 06/03/1980 | F-15A-16-MC  | 76-0082                 | 0272/A234                    | BT             | 22nd Tactical Fighter Squadron, 36th Tactical Fighter Wing, United States Air Force                                                      | Château de Hamm, près de Wiersdorf, 9 km au nord-ouest de Bitburg, Eifel, Allemagne de l'Ouest                                         | 1/1      | Le F-15A-16-MC immatriculé 76-0082, s'est écrasé à proximité du château de Hamm, près de Wiersdorf. Le pilote, le capitaine. Barry William Barr ne s'est pas éjecté,. |
| 10/03/1980 | F-15A-13-MC  | 75-0023                 | 0119/A103                    | FF             | 27th Tactical Fighter Squadron, 1st Tactical Fighter Wing, United States Air Force                                                       | Base aérienne de Langley, Virginie, États-Unis                                                                                         | 0/1      | Le F-15A-13-MC immatriculé 75-0023, a pris feu et s'est consumé sur la base aérienne de Langley. Du carburant s'était échappé de la conduite de carburant dans le feu anticollision de l'emplanture de l'aile. Lorsque le moteur n°2 a été mis sous tension, un court-circuit dans le câblage du feu anticollision a enflammé le carburant qui s'était échappé,. |
| 25/07/1980 | F-15A-15-MC  | 76-0013                 | 0192/A165                    | BT             | 22nd Tactical Fighter Squadron, 36th Tactical Fighter Wing, United States Air Force                                                      | 46 km au nord-nord-est de Spangdahlem, Rhénanie-Palatinat, Allemagne de l'Ouest                                                        | 0/1      | Le F-15A-15-MC immatriculé 76-0013, s'est écrasé à 46 km au nord-nord-est de Spangdahlem. Le pilote s'est éjecté,. |
| 21/01/1981 | F-15B-20-MC  | 77-0164                 | 0415/B055                    | WA             | 57th Fighter Weapons Wing, United States Air Force                                                                                       | Base aérienne de Nellis, Nevada, États-Unis                                                                                            | 2/2      | Le F-15B-20-MC immatriculé 77-0164, s'est écrasé après une collision en vol avec le F-5E immatriculé 74-1517 au-dessus des champs de tir de Nellis. Les deux pilotes des deux appareils ont été tués,. |
| 17/02/1981 | F-15A-16-MC  | 76-0065                 | 0251/A217                    | LA             | 555th Tactical Fighter Training Squadron, 405th Tactical Training Wing, United States Air Force                                          | Océan Pacifique, au large des côtes de la Californie, États-Unis                                                                       | 1/1      | S'est écrasé au large de la Californie. Le pilote s'est éjecté, mais sa survie dépend des sources,. |
| 23/06/1981 | F-15C-25-MC  | 79-0040                 | 0579/C109                    | BT             | 525th Tactical Fighter Squadron, 36th Tactical Fighter Wing, United States Air Force                                                     | 24 km au nord-est de Brême, Basse-Saxe, Allemagne de l'Ouest                                                                           | 1/1      | Le F-15C-25-MC immatriculé 79-0040, s'est écrasé lors d'une mission d'entraînement, tuant le pilote, ont annoncé les autorités. Un porte-parole de l'U.S. Air Force a identifié le pilote comme étant le capitaine George T. Hall. Certaines sources ont par la suite attribué la cause de l'accident à la perte de conscience du pilote lors d'un exercice d'interception à basse altitude. Le pilote aurait perdu conscience due à des forces G excessives et soutenues qui drainent le sang du cerveau et provoquent une hypoxie cérébrale,. |
| 12/09/1981 | F-15C-25-MC  | 80-0007                 | 0642/C156                    | BT             | 22nd Tactical Fighter Squadron, 36th Tactical Fighter Wing, United States Air Force                                                      | Base aérienne de Soesterberg, Utrecht, Pays-Bas                                                                                        | 0/1      | Le F-15C-25-MC immatriculé 80-0007, call sign Eagle 81, piloté par le capitaine Dennis R. Kuehler, l’avion venait d'être livré au 36th TFW et n'avait que 11,7 heures de vol au compteur. Il quitta Gilze-Rijen AB à 14h59, en direction de Soesterberg AB pour un meeting aérien. A 15h18 sa démonstration commença à Soesterberg. Elle commença une approche à basse altitude sans volets (décalée d'environ 1500 pieds vers la gauche) vers la piste 31 (les spectateurs étaient alignés le long du côté nord de la piste 13/31, et toutes les manœuvres ont été effectuées en référence à cette piste). La démonstration s'est terminée par un passage dans l'axe de la piste 31, un cabrage de 25 degrés, suivi d'un roulis de 450 degrés et d'un virage en vent arrière vers la piste 27. Kuelher a sorti le train d'atterrissage et les volets et a entamé un virage en base gauche avec l'aérofrein sorti. À 15h25, l'Eagle 81 s'est écrasé à 168 pieds au nord, à 51 pieds au-delà de la sortie en bout de piste. L'aéronef a glissé sur la piste et s'est immobilisé à 183 pieds au sud de la piste après avoir glissé sur une distance totale de 1 557 pieds. Pendant la glissade, l'avion a tourné dans le sens des aiguilles d'une montre et s'est immobilisé sur un cap de 061 degrés. Les pompiers du RNLAF sont intervenus immédiatement et ont éteint un incendie. Il fut sélectionné pour participer au meeting, car il s'agissait d'un jet flambant neuf que le 36th TFW venait de recevoir de l'usine quelques jours auparavant. Saint-Louis à Bitburg en 10,5 heures, puis un vol d'acceptation a duré environ 1,2 heure avant de se rendre à Soesterberg. L’OR-7 Master Sergeant (équivalent à Sergent-Chef) Ray Langhammer, qui était le superviseur de la production pendant le voyage, aurait dit à ses troupes après avoir été témoin du crash : « Celui-là n'aura pas besoin d'une révision après vol ce soir » (Basic Post-Flight / BPO). Le nez du 80-0007 appartient désormais à un particulier de l'État de Washington et transformé en un simulateur de vol F-15 grandeur nature. Le rapport officiel de l'accident évalue le coût de la perte de ce F-15C à 13 371 000 $ en 1981, maintenant 46 213 794,55 $,. |
| 02/11/1981 | F-15A-14-MC  | 75-0051                 | 0152/A131                    | EG             | 59th Tactical Fighter Squadron, 33rd Tactical Fighter Wing, United States Air Force                                                      | Près de Panama City, Floride, États-Unis                                                                                               | 1/1      | S'écrase après une collision en vol avec le F-15A Eagle, 76-0048, lors d'un ravitaillement de nuit. Le Major John C. Booker - est décédé à la suite de ce crash. L'autre F-15 s'est posé sans encombre,. |
| 15/12/1981 | F-15A-9-MC   | 73-0106                 | 0049/A040                    | LA             | 461st Tactical Fighter Training Squadron, 405th Tactical Training Wing, United States Air Force                                          | 49km au sud-est de Tonopah, Nevada, États-Unis                                                                                         | 1/1      | S'est écrasé à 49 km au sud-est de Tonopah, tuant son pilote, le capitaine Thomas Worthington Brundige IV, âgé de 29 ans,. |
| 06/04/1982 | F-15C-23-MC  | 78-0524                 | 512/C057                     | ZZ             | 67th Tactical Fighter Squadron, 18th Tactical Fighter Wing, United States Air Force                                                      | Dans l'océan Pacifique à 64 km au nord-ouest d'Okinawa, 沖縄県 (Préfecture d'Okinawa), 九州地方 (Région de Kyūshū), Japon              | 0/1      | S'est écrasé dans l'océan Pacifique à 64 km au nord-ouest d'Okinawa en raison d'une fuite de carburant. Le pilote s'est éjecté en toute sécurité,. |
| 25/08/1982 | F-15D-29-MC  | 80-0114                 | 0731/008                     | 1317           | السرب الثالث عشر (13e Escadron), القوات الجوية الملكية السعودية (Royal Saoudi Air Force)                                                 | Base aérienne du roi Abdulaziz, الظهران (Dhahran), المنطقة الشرقية (Région Est), Arabie saoudite                                       | 0/1      | S'est écrasé à la Base aérienne du roi Abdulaziz à Dhahran,. |
| 22/12/1982 | F-15C-28-MC  | 80-0025                 | 671/C174                     | BT             | 53rd Tactical Fighter Squadron, 36th Tactical Fighter Wing, United States Air Force                                                      | Herschbach, Rhénanie-Palatinat, Allemagne de l'Ouest                                                                                   | 1/1      | S'est écrasé à Herschbach. Le capitaine Jeffrey Roether ne s'est pas éjecté,. |
| 28/12/1982 | F-15C-21-MC  | 78-0481                 | 461/C014                     | ZZ             | 67th Tactical Fighter Squadron, 18th Tactical Fighter Wing, United States Air Force                                                      | Dans l'océan Pacifique à 149 km au nord-est d'Okinawa, 沖縄県 (Préfecture d'Okinawa), 九州地方 (Région de Kyūshū), Japon               | 0/1      | Le F-15C-21-MC immatriculé 78-0481 entre en collision avec le F-15C-23-MC immatriculé 78-0540 et s'écrase dans l'océan Pacifique. Le pilote du 78-0481 a été éjecté et a survécu, cependant le pilote du 78-0540 a été tué. Dire d'un témoin oculaire : « J'étais en vol le jour du 18 décembre 1982 en tant que chef d'équipage d'un autre F-15 dans le même vol. Le pilote tué était le capitaine Ed «Cowboy» Cardins et le pilote qui a été secouru était le lieutenant Billy Mitchell, je crois. J'étais un jeune adolescent de 18 ans à l'époque et je n'ai jamais oublié ce sentiment sur un Jet qui ne revient pas et nous perdons un grand pilote. », |
| 28/12/1982 | F-15C-23-MC  | 78-0540                 | 531/C073                     | ZZ             | 67th Tactical Fighter Squadron, 18th Tactical Fighter Wing, United States Air Force                                                      | Dans l'océan Pacifique à 149 km au nord-est d'Okinawa, 沖縄県 (Préfecture d'Okinawa), 九州地方 (Région de Kyūshū), Japon               | 1/1      | Voir note du F-15C 78-0481 |
| 04/01/1983 | F-15C-28-MC  | 80-0036                 | 0691/C185                    | FF             | 94th Tactical Fighter Squadron, 1st Tactical Fighter Wing, United States Air Force                                                       | Dans l'océan Atlantique à 241 km au large de la Californie du Nord, États-Unis                                                         | 0/1      | S'est écrasé au large de la Californie du Nord. Le capitaine James D. Mahoney s'est éjecté et fut récupérer 50 minutes plus tard par le HH-3F des U.S. Coast Guard à Elizabeth City,. |
| 04/02/1983 | F-15A-16-MC  | 76-0081                 | 0271/A233                    | HO             | 59th Tactical Fighter Squadron, 33rd Tactical Fighter Wing, United States Air Force                                                      | Près de la base aérienne de Tyndall, Floride, États-Unis                                                                               | 0/1      | S'écrase à cause du bras de l'actionneur hydraulique de la commande de vol horizontale s'était rompu et avait provoqué un aplatissement incontrôlable du stab. Le pilote s'est éjecté et a survécu,. |
| 09/05/1983 | F-15A-19-MC  | 77-0094                 | 0376/A306                    | HO             | 7th Tactical Fighter Squadron, 49th Tactical Fighter Wing, United States Air Force                                                       | White Sands Missile Range, Nouveau-Mexique, États-Unis                                                                                 | 0/1      | Le pilote perd le contrôle de l'appareil pendant le roulis et s'écrase. Le pilote s'est éjecté et a survécu,. |
| 01/06/1983 | F-15C-26-MC  | 79-0071                 | 0619/C140                    | BT             | 53rd Tactical Fighter Squadron, 36th Tactical Fighter Wing, United States Air Force                                                      | Waldmohr, Kusel, Rhénanie-Palatinat, Allemagne de l'Ouest                                                                              | 0/1      | Le 1er juin 1983, le F-15C-26-MC immatriculé 79-0071 rentre en collision avec le F-15C-27-MC immatriculé 80-0008. Le pilote du 79-0071 s'est éjecté et a survécu, cependant le pilote du 80-0008 a été tué,. |
| 01/06/1983 | F-15C-27-MC  | 80-0008                 | 0643/C157                    | BT             | 53rd Tactical Fighter Squadron, 36th Tactical Fighter Wing, United States Air Force                                                      | Waldmohr, Kusel, Rhénanie-Palatinat, Allemagne de l'Ouest                                                                              | 1/1      | Voir note du F-15C-26-MC 79-0071 |
| 06/10/1983 | F-15A-14-MC  | 75-0076                 | 0181/A156                    | EG             | 59th Tactical Fighter Squadron, 33rd Tactical Fighter Wing, United States Air Force                                                      | 72 km au nord-ouest de Cold Lake, Alberta, Canada                                                                                      | 0+1/1    | Le 6 octobre 1983, le F-15A-14-MC immatriculé 75-0076 rentre en collision avec le F-5E immatriculé 74-1509. Le pilote du F-5E est mort, celui du F-15 s'est éjecté sain et sauf,. |
| 20/10/1983 | F-15DJ-26-MC | 79-0284                 | 0633/003                     | 12-8053        | 第202飛行隊 (202e Escadron de Chasse Tactique), 航空自衛隊 (Force aérienne d'autodéfense japonaise)                                      | Dans l'océan Pacifique à 177 km à l'est d'Okinawa, 沖縄県 (Préfecture d'Okinawa), 九州地方 (Région de Kyūshū), Japon                   | 2/2      | S'écrase dans l'océan Pacifique durant un entrainement nocturne, tuant les deux membres d'équipages. C'est le premier F-15 japonais perdu,. |
| 01/02/1984 | F-15C-31-MC  | 80-0099                 | 788/038                      | 1308           | السرب الثالث عشر (13e Escadron), القوات الجوية الملكية السعودية (Royal Saoudi Air Force)                                                 | Base aérienne du roi Abdulaziz, الظهران (Dhahran), المنطقة الشرقية (Région Est), Arabie saoudite                                       | 0/1      | S'écrasé à l'atterrissage,. |
| 09/03/1984 | F-15A-11-MC  | 74-0094                 | 67/A055                      | AK             | 43d Tactical Fighter Squadron, 21st Tactical Fighter Wing, United States Air Force                                                       | 22 km au nord d'Anchorage, Alaska, États-Unis                                                                                          | 0/1      | S'écrase près de Goose Bay. Le pilote s'est éjecté et a survécu,. |
| 10/06/1984 | F-15C-25-MC  | 79-0044                 | 0585/C113                    | BT             | 525th Tactical Fighter Squadron, 36th Tactical Fighter Wing, United States Air Force                                                     | Lommersdorf, Blankenheim, Rhénanie-du-Nord-Westphalie, Allemagne de l'Ouest                                                            | 0/1      | S'écrase près de Lommersdorf, Blankenheim. Le pilote s'est éjecté et a survécu,. |
| 17/06/1984 | F-15B-14-MC  | 75-0087                 | 0170/B023                    | TY             | 1st Tactical Fighter Training Squadron, 325th Tactical Training Wing, United States Air Force                                            | Golfe du Mexique près de la base aérienne de Tyndall, Floride, États-Unis                                                              | 0+1/1    | Le 17 juin 1984, le F-15B-14-MC immatriculé 75-0087 rentre en collision avec le F-4E 68-0535 du 526 TFS, 86 TFW « RS », puis s'écrase. Le pilote du F-4E est mort, son officier des systèmes d'armes et le pilote du F-15 ont survécu. Selon un témoin oculaire : «J'étais présent lors de ce déploiement lorsque l'accident s'est produit. Il s'agissait d'un engagement frontal avec un léger décalage entre deux F-4 et un F-15. Alors que l'avion s'approchait de 3-9, le pilote a demandé à faire une pause dans le F-15. Quelqu'un a mal évalué les trajectoires. Les deux avions se sont heurtés bout d'aile contre bout d'aile. Le passager arrière attend de voir si le pilote peut récupérer l'avion, mais il n'y a aucune tentative apparente de récupération, l'avion effectuant des 360° horizontaux en l'air. L'officier systèmes d'armes a initié l'éjection, subissant des blessures mineures dues aux battements d'ailes et des blessures mineures au visage, son masque ayant été arraché par les forces de souffle du vent. Le pilote du F-15 et lui-même ont été récupérés assez rapidement, mais aucun des deux n'a vu le pilote du F-4. Son corps a été récupéré tôt le lendemain matin par un pêcheur qui a vu son parachute flotter dans l'océan. Le siège était toujours attaché à son harnais, mais ses canards en caoutchouc avaient été déployés et il était emmêlé dans les suspentes du parachute. Il souffre d'une contusion sur le côté de la tête. On a découvert qu'il avait une contusion sur le côté de la tête. On croyait qu'il s'était cogné la tête contre la verrière lorsque la collision a fait tourner violemment l'aéronef, le renversant. On pense qu'à un moment donné de sa descente, il est devenu suffisamment conscient pour déployer ses dispositifs de flottaison, mais qu'il a été entraîné sous l'eau par le siège et qu'il s'est noyé.», |
| 17/08/1984 | F-15B-11-MC  | 74-0139                 | 0066/B012                    | AK             | 43d Tactical Fighter Squadron, 21st Tactical Fighter Wing, United States Air Force                                                       | 112 km à l'ouest de Talkeetna, Alaska, États-Unis                                                                                      | 2/2      | Le F-15B-11-MC immatriculé 74-0139 s'est écrasé contre une montagne par faible visibilité à 112 km à l'ouest de Talkeetna. Les deux membres d'équipage le capitaine Benjamin « Ben » A. Cotharin et le Staff Sgt. Russell C. Johnson ont été tués,. |
| 20/03/1985 | F-15A-12-MC  | 74-0120                 | 96/A081                      | AK             | 43d Tactical Fighter Squadron, 21st Tactical Fighter Wing, United States Air Force                                                       | Mer Jaune près de le base aérienne de Kunsan, Corée du Sud                                                                             | 1/1      | S'est écrasé dans la mer Jaune, tuant le colonel Pat R. Paxton, a été tué. Le 43d TFS été déployé dans le cadre de l'exercice Team Spirit 1985,. |
| 24/06/1985 | F-15A-10-MC  | 74-0087                 | 0059/A048                    | AK             | 43d Tactical Fighter Squadron, 21st Tactical Fighter Wing, United States Air Force                                                       | Yukon, Alaska, États-Unis | 1/1      | S'est écrasé peu après le décollage. Tuant le lieutenant Daniel Sullivan. Selon un témoin oculaire : « A environ un kilomètre de l'extrémité de la piste 7, le pilote a effectué une série de virages à 90 degrés afin d'inverser sa trajectoire en direction de la piste 25. Après avoir terminé son inversion de cap, le pilote est descendu et a franchi l'extrémité de l'approche de la piste 25 en rapprochement à une vitesse estimée entre 100 et 200AGL (Above Ground Level) et à une vitesse comprise entre 550 et 600 nœuds (entre 1 018,6 et 1 111,2 km/h) en postcombustion. Passant la piste 25 à environ 1000 pieds (304,8 mètre) de l'extrémité de départ et par le travers du hangar d'alerte de l'USAF, le pilote effectua une brusque remontée au niveau des ailes et une montée, toujours en postcombustion. Le F-15A s'est instantanément et violemment disloqué, a explosé en flammes et s'est écrasé dans le fleuve Yukon, juste à côté de l'extrémité de départ de la piste 25. Il n'y a pas eu d'éjection et le pilote a été mortellement blessé.», |
| 09/09/1985 | F-15A-10-MC  | 74-0090                 | 62/A051                      | AK             | 43d Tactical Fighter Squadron, 21st Tactical Fighter Wing, United States Air Force                                                       | 22 km au nord d'Anchorage, Alaska, États-Unis                                                                                          | 0/1      | S'écrase près de Goose Bay. Le pilote s'est éjecté et a survécu,. |
| 16/12/1985 | F-15D-37-MC  | 84-0042                 | 0909/D50                     | AD             | 3246th Test Wing, United States Air Force                                                                                                | Golfe du Mexique près de la base aérienne d'Eglin, Floride, États-Unis                                                                 | 0/2      | Entrée en vrille irrémédiable pendant les manœuvres. L'équipage s'est éjecté et récupéré en toute sécurité,. |
| 02/01/1986 | F-15C-28-MC  | 80-0037                 | 0692/C186                    | IS             | 57th Fighter-Interceptor Squadron, Air Forces Iceland, United States Air Force                                                           | 160 km au sud de l' Islande | 1/1      | Le pilote, le capitaine Steve Nelson, venait de passer du F-4 au F-15. Dans le cadre de l'entraînement de descente à basse altitude. Il a tenté de suivre le pilote en chef qui avait fait un Split S à 10 000 pieds au-dessus du niveau de la mer, mais qui s'était retiré plutôt, cependant Nelson ne se rendit pas compte des conditions dangereuses et à continuer la manœuvre, puis s'est écrasé dans l'eau. Le F-15 avait ses Conformal Fuel Tanks,. |
| 07/01/1986 | F-15C-26-MC  | 79-0061                 | 0607/C130                    | BT             | 525th Tactical Fighter Squadron, 36th Tactical Fighter Wing, United States Air Force                                                     | Zweibrücken, Rhénanie-Palatinat, Allemagne de l'Ouest                                                                                  | 0+1/1    | Le 7 janvier 1986, le F-15C-26-MC immatriculé 79-0061 rentre en collision avec le F-15C-28-MC immatriculé 80-0032 au-dessus de Zweibrücken. Tuant le capitaine Craig Dean Lovelady pilote du 80-0032, le colonel Rudolph U. Zuberbuhler pilote du 79-0061 et un civil identifié comme Ernst Pirmann âgé de 60 ans. Quatre civils ont été blessés par la chute de débris,. |
| 07/01/1986 | F-15C-28-MC  | 80-0032                 | 0683/C181                    | BT             | 525th Tactical Fighter Squadron, 36th Tactical Fighter Wing, United States Air Force                                                     | Zweibrücken, Rhénanie-Palatinat, Allemagne de l'Ouest                                                                                  | 1/1      | Voir note du F-15C-26-MC 79-0061 |
| 14/01/1986 | F-15A-15-MC  | 76-0023                 | 0203/A175                    |                | 5th Fighter-Interceptor Squadron, United States Air Force                                                                                | Guadalupe Mountain, Texas, États-Unis                                                                                                  | 1/1      | , |
| 07/03/1986 | F-15A-16-MC  | 76-0074                 | 0262/A226                    | LA             | 550th Tactical Fighter Training Squadron, 405th Tactical Training Wing, Twelfth Air Force, Tactical Air Command, United States Air Force | Près de la base aérienne de Luke, Arizona, États-Unis                                                                                  | 1/1      | Le 7 mars 1986, le F-15A-16-MC immatriculé 76-0074 rentre en collision avec le F-15A-16-MC immatriculé 76-0055. Le pilote instructeur, le capitaine David Craig "Dave" McCarthy a été tué, l'élève s'est éjecté sain et sauf, |
| 07/03/1986 | F-15A-16-MC  | 76-0055                 | 0239/A207                    | LA             | 550th Tactical Fighter Training Squadron, 405th Tactical Training Wing, Twelfth Air Force, Tactical Air Command, United States Air Force | Près de la base aérienne de Luke, Arizona, États-Unis                                                                                  | 0/1      | Voir note du F-15A-16-MC 76-0074 |
| 09/06/1986 | F-15C-21-MC  | 78-0472                 | 0451/C005                    | AK             | 67th Tactical Fighter Squadron, 18th Tactical Fighter Wing, United States Air Force                                                      | Dans l'océan Pacifique, 沖縄県 (Préfecture d'Okinawa), 九州地方 (Région de Kyūshū), Japon                                              | 0/1      | Le pilote s'est éjecté en toute sécurité,. |
| 12/09/1986 | F-15A-20-MC  | 77-0153                 | 0445/A365                    | HO             | 9th Tactical Fighter Squadron, 49th Tactical Fighter Wing, United States Air Force                                                       | 12,87 kmau nord-ouest de Bingham, Nouveau-Mexique, États-Unis                                                                          | 0/1      | Le F-15A-20-MC 77-0153 est entré en collision frontale avec le F-15A-18-MC 77-0083. La collision s'est produite alors qu'un vol de 4 F-15 effectuait un entraînement d'interception. 3 avions volaient en formation avec le quatrième qui faisait des interceptions frontales. La première interception a eu lieu lorsque le pilote du 77-0153 a confondu l'avion numéro 3 avec le numéro 2. Concentré sur le numéro 3, le pilote du 153 n'a vu le 77-0083, l'avion numéro 2 de la formation, qu'à la dernière seconde. Le 77-0153 a arraché, le radôme du 77-0153 est parti en vrille à l'envers et l'une de ses ailes s'est détachée de l'appareil. Le pilote a pu s'éjecter, mais a subi des blessures au visage à cause des vaisseaux sanguins de son visage éclatés à cause des G et d'une mauvaise position,. |
| 12/09/1986 | F-15A-18-MC  | 77-0083                 | 0362/A295                    | HO             | 9th Tactical Fighter Squadron, 49th Tactical Fighter Wing, United States Air Force                                                       | | 0/1      | Le pilote du 083 a pu ramener son avion à Holloman. Lors de l'atterrissage, le pilote du 083 a réduit les gaz et les deux moteurs se sont éteints à cause des dommages causés par les débris de corps étrangers. Le 77-0083 a également subi des dommages sur l'une de ses ailes et il a fallu près d'un an de réparations pour le remettre en état de vol,. Voir note du F-15A-20-MC 77-0153 |
| 09/03/1987 | F-15A-18-MC  | 77-0075                 | 0351/A287                    | HO             | 9th Tactical Fighter Squadron, 49th Tactical Fighter Wing, United States Air Force                                                       | 4,82 km au sud-est de Holloman AFB, Nouveau-Mexique, États-Unis                                                                        | 1/1      | Le F-15 s'est incliné dans un angle d'attaque trop élevé et n'a pas réussi à gagner suffisamment de vitesse pour monter rapidement. Le pilote a refusé, car l'appareil était trop instable. Le pilote a fait voler son appareil assez loin pour qu'il ne représente de menace à personne. Cependant, il n'a pas pu s'éjecter,. |
| 13/03/1987 | F-15J        | 42-8840                 | 040                          |                | 第204飛行隊 (204e escadron), 航空自衛隊 (Force aérienne d'autodéfense japonaise)                                                         | 230 km au nord-est de Tokyo, 関東地方 (Région du Kanto), Japon                                                                         | 1/1      | Premier appareil d'une formation de trois, ils effectuaient un exercice. L'appareil est entré en vrille et s'est écrasé,. |
| 10/04/1987 | F-15D-35-MC  | 83-0063                 | 0882/ID007                   | 223            | 133 טייסת (Escadron 133), זְרוֹעַ הָאֲוִיר וְהֶחָלָל (Armée de l'Air)                                                                              | Désert du Néguev, Israël | 1/2      | S'est écrasé au sol au cours de manœuvres de combat aérien dissimilaires (DACM). Le pilote Iftah More est tué. Le navigateur a été récupéré après s'être éjecté,. |
| 19/05/1987 | F-15C-21-MC  | 78-0495                 | 478/C028                     | ZZ             | 67th Tactical Fighter Squadron, 18th Tactical Fighter Wing, United States Air Force                                                      | Dans l'océan Pacifique à 110 km à l'est d'Okinawa, 沖縄県 (Préfecture d'Okinawa), 九州地方 (Région de Kyūshū), Japon                   | 0/1      | , |
| 08/06/1987 | F-15C-32-MC  | 81-0056                 | 0813/C046                    | FF             | 94th Tactical Fighter Squadron, 1st Tactical Fighter Wing, United States Air Force                                                       | 24,14 km à l'est de Farmville, Virginie, États-Unis                                                                                    | 1/1      | L'appareil a percuté le sol lors d'une manœuvre à basse altitude. Tuant le major Dennis R. Kuehler «Stud 31»,. |
| 01/10/1987 | F-15A-13-MC  | 75-0027                 | 0124/A107                    | TY             | 1st Tactical Fighter Training Squadron, 325th Tactical Training Wing, United States Air Force                                            | Dans la forêt nationale d'Apalachicola, à 8 km dans la forêt nationale d'Apalachicola, à l'est de Sumatra Alabama, Géorgie, États-Unis | 0/1      | S'est écrasé lors d'une mission d'entraînement. Le pilote Joel T. Green, âgé de 37 ans, s'est éjecté en toute sécurité,. |
| 24/11/1987 | F-15A-14-MC  | 75-0056                 | 0158/A136                    |                | 128th Tactical Fighter Squadron, 116th Tactical Fighter Wing, United States Air Force                                                    | 8 km à l'est de Wadley, Géorgie, États-Unis                                                                                            | 0/1      | Le F-15 A-14-MC 75-0056 est entré en collision avec le F-16B Block 5 immatriculé 79-0419. Le pilote du F-15 s'est éjecté sain et sauf, le pilote du F-16 a réussi à poser son appareil ,. |
| 29/06/1988 | F-15J        | 22-8808                 | 582/008                      | 22-8808        | 第303飛行隊 (303e Escadron), 航空自衛隊 (Force aérienne d'autodéfense japonaise)                                                         | A 180 km nord ouest de la ville de 小松市 (Komatsu), 石川県 (Préfecture d'Ishikawa), 中部地方 (Région du Chūbu), Japon                 | 1/1      | Au cours d'un entraînement au combat aérien, lors d'une manœuvre d'évitement, le numéro 2 du vol défensif et le numéro 3 du vol offensif sont entrés en collision, |
| 29/06/1988 | F-15J        | 22-8804                 | 558/004                      | 22-8804        | 第303飛行隊 (303e Escadron), 航空自衛隊 (Force aérienne d'autodéfense japonaise)                                                         | A 180 km nord ouest de la ville de 小松市 (Komatsu), 石川県 (Préfecture d'Ishikawa), 中部地方 (Région du Chūbu), Japon                 | 1/1      | Voir note du F-15J 22-8804 |
| 15/08/1988 | F-15A-17-MC  | 76-1511                 | 0307/IA007                   | 672            | 133 טייסת (Escadron 133), זְרוֹעַ הָאֲוִיר וְהֶחָלָל (Armée de l'Air)                                                                              | Mer morte | 1/1      | Le 15 août 1988, le F-15A-17-MC immatriculé 76-1511 rentre en collision avec le F-15A-18-MC immatriculé 76-1516 durant un Dupuy Air Campaign Model (DACM) au-dessus de la mer morte. Tuant les pilotes Ehud Falk (684) et les lieutenant-colonel Ram Caller (672),. |
| 15/08/1988 | F-15A-18-MC  | 76-1516                 | 0327/IA012                   | 684            | 133 טייסת (Escadron 133), זְרוֹעַ הָאֲוִיר וְהֶחָלָל (Armée de l'Air)                                                                              | Mer morte | 1/1      | Voir note du F-15A-17-MC 76-1511 |
| 28/08/1988 | F-15C-32-MC  | 80-0105                 | 0808/044                     | 511            | السرب الخامس (5e Escadron), القوات الجوية الملكية السعودية (Royal Saoudi Air Force)                                                      | Près d'الأحساء (Al-Ahsa), محافظة الأحساء (Gouvernorat d'Al-Ahsa), المنطقة الشرقية (Région Est), Arabie saoudite                        | 0/1      | , |
| 08/11/1988 | F-15C-27-MC  | 80-0017                 | 0657/C166                    | AK             | 21st Tactical Fighter Wing, United States Air Force                                                                                      | Mont Barometer, 8,04 km au nord-ouest de Kodiak, en Alaska, États-Unis.                                                                | 1/1      | S'est écrasé par faible visibilité sur le mont Barometer,. |
| 06/07/1989 | F-15C-40-MC  | 85-0109                 | 0963/C351                    | EG             | 58th Tactical Fighter Squadron, 33rd Tactical Fighter Wing, United States Air Force                                                      | Lamison, Alabama, États-Unis. | 0/1      | S'est écrasé au cours de manœuvres de combat aérien. Le pilote s'est éjecté sain et sauf,. |

### États-Unis
Le 8 octobre 2014, l'exemplaire de F-15D no 86-0182 de l'USAF s'est écrasé près de Spalding dans le Lincolnshire (en Grande-Bretagne). Le pilote du 48 FW basé à RAF Lakenheath est parvenu à s'éjecter.

### Royaume-Uni
Le 15 juin 2020, un F-15C du 48th Fighter Wing basé à Lakenheath (Royaume-Uni) s'abîme en mer du Nord. La mort du pilote est confirmée par l'US Air Force. L'avion de chasse ASDF F15 porté disparu.

### Japon
Le 31 janvier 2022, le ministère japonais de la Défense a déclaré qu'un avion de chasse F-15 de la Force aérienne d'autodéfense a disparu des radars au-dessus de la mer du Japon, après avoir décollé de la base aérienne de Komatsu dans la préfecture d'Ishikawa, au centre du Japon.

## Culture populaire

### Jeux vidéo
- En 1984, l'éditeur Microprose publie F-15 Strike Eagle, un jeu vidéo de simulation de vol qui connaîtra deux suites en 1989 et 1992.
- Dans le jeu vidéo de stratégie Empire Earth : il est possible de construire des chasseurs F-15 durant l'ère atomique - Moderne. Il est plus puissant que le chasseur/bombardier F-117 mais peut uniquement attaquer les unités aériennes. Il est l'amélioration du chasseur P-51.
- Digital Combat Simulator
- Dans le jeu Wargame: Red Dragon, plusieurs versions du F-15 Eagle sont présentes. Le F-15C fait partie des meilleurs avions de supériorité aérienne du jeu, derrière le Rafale C, le Su-27PU (Su-35) et le Typhoon.
- Dans le jeu War Thunder, il est possible de jouer le F-15A, le F-15C MSIP II dans l'arbre technologique américain, le F-15J, le F-15J(M) ou F-15J Kai — avion n'existant pas — dans l'arbre technologique japonais, le F-15A Baz et le F-15C Baz Meshupar — modernisation des F-15 — disponible dans l'arbre technologique Israélien.

### Cinéma
- Dans Air Force One, des F-15 décollent de Ramstein, en Allemagne, pour escorter Air Force One après que le Code Rouge ait été déclaré. Alors que le président Marshall (Harrison Ford) parvient à reprendre les commandes de l'appareil, six MiG-29 fidèles à Radek le prennent en chasse au-dessus du Kazakhstan. La vice-présidente envoie immédiatement un escadron de F-15 qui met en fuite les MiG-29.
- Dans Windfighters - Les Guerriers du ciel, le capitaine Jung Tae-Yoon de l'équipe acrobatique coréenne des Black Eagles est réaffecté au sein d'un escadron de chasse sur F-15K.

### Dessin-animé
- Dans certaines continuités de la franchise Transformers, notamment la série d'animation originale, Starscream, Skywarp et Thundercracker se transforment en F-15 Eagle.